# St. Johann Baptist (Oberwarngau)

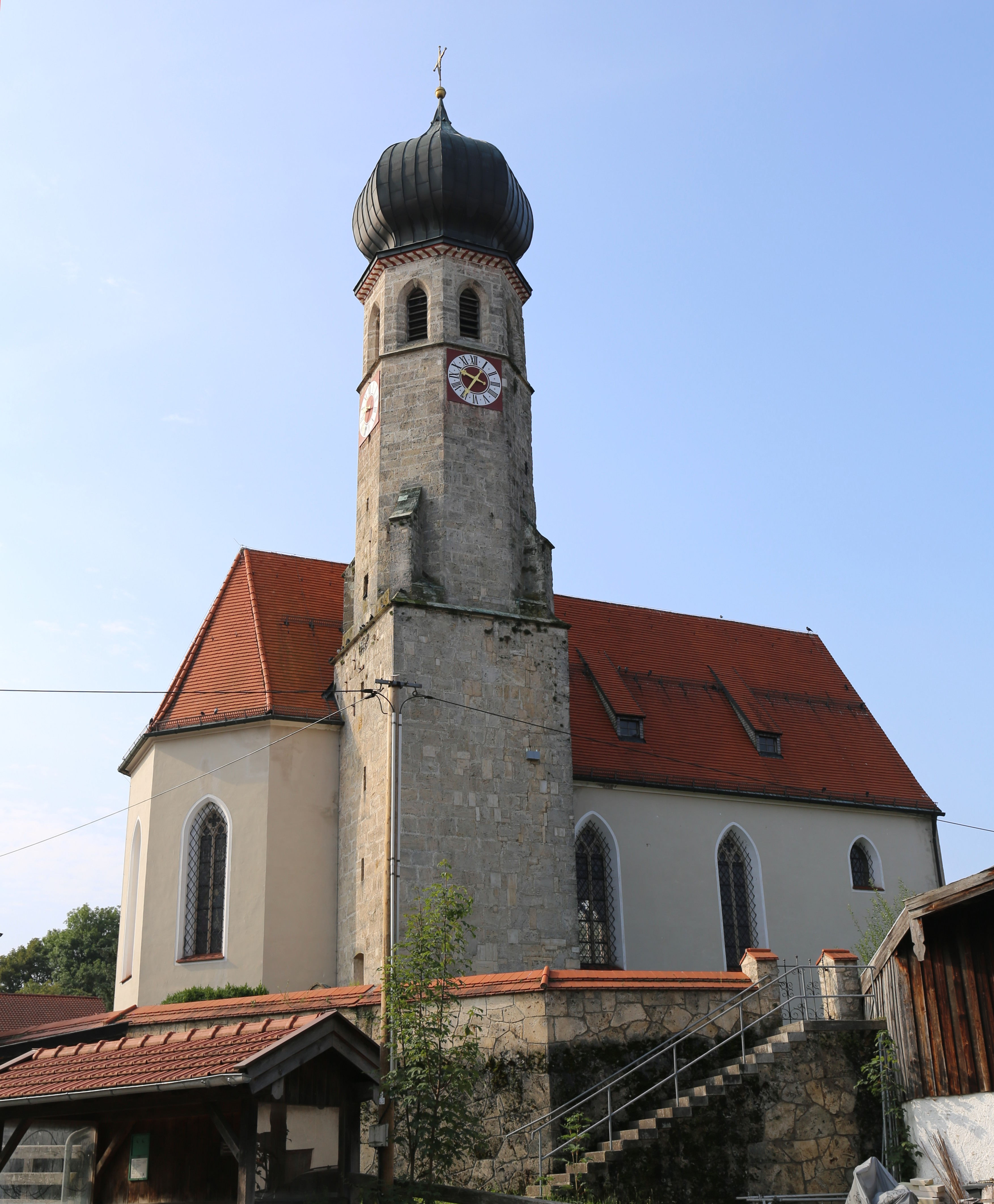
Ansicht von Norden

Die römisch-katholische Pfarrkirche St. Johann Baptist steht am Kirchweg 2 im Pfarrdorf Oberwarngau der Gemeinde Warngau im Landkreis Miesbach, Oberbayern. Sie gehört zum Pfarrverband Holzkirchen-Warngau im Dekanat Miesbach im Erzbistum München und Freising.

## Geschichte
In einer Urkunde vom 16. Juni 804 aus Tegernsee wird die „ecclesia … Unormgoi“ unter einer Reihe von Seelsorgskirchen mit Tauf- und Sepulturrecht (Begräbnisrecht) genannt. Die jüngste Forschung vermutet das Bestehen einer Warngauer Kirche schon im frühen 8. Jahrhundert wegen des bereits als vorhanden anzunehmenden Patroziniums St. Johann Baptist und der Lage der Kirche in einer Bachschleife, wegen der charakteristischen Zuordnung zu dem nachweisbaren frühmittelalterlichen Warngauer Maierhof sowie aufgrund des Abbrechens der Bestattungen auf dem außerhalb des Ortes befindlichen Reihengräberfeld, das mit der Einrichtung der Bestattung auf dem kirchlichen Friedhof (Sepultur) erklärt werden könnte.
Weit früher wirkten in der Region iroschottische Mönche und bekehrten die Einwohner zum christlichen Glauben. Dazu benötigte man eine Taufkirche.
Die Warngauer Taufkirche wurde wahrscheinlich bereits 746 dem Kloster Tegernsee bei seiner Gründung von dem Brüderpaar Ottokar und Adalbert, das weite Besitzungen bis nördlich von Freising sein eigen nannte, als Schenkung übergeben.
Die Kirche muss also schon deutlich vor der Klostergründung erbaut worden sein. Das ist schon dadurch belegt, dass die Bestattungen an dem Gräberfeld am sogenannten Kaiserbichl um ca. 700 aufhörten.
Nachdem im 10. Jahrhundert das Kloster Tegernsee während der Ungarneinfälle einen Niedergang erlebte und im Jahre 978 neu gegründet wurde, bestätigte eine kaiserliche Urkunde 1009 durch Kaiser Heinrich II. die Besitzverhältnisse zwischen dem Kloster Tegernsee und Warngau. Dies wurde durch eine in Mögeldorf ausgestellte Urkunde am 6. Mai 1025 vom Salier Konrad II. (seit 1024 römisch-deutscher König, ab 1027 Kaiser) bekräftigt. Das Kloster hatte in der Zwischenzeit wider dem Freisinger Bischof Egilbert seine Ansprüche auf die Warngauer Kirche geltend zu machen versucht.
Die endgültige Einverleibung der gesamten Pfarrei Warngau geschah jedoch erst im Jahre 1297 durch den Fürstbischof Emicho von Freising, der dadurch dem wirtschaftlich heruntergekommenen Kloster helfen wollte.
Von 1297 bis zur Säkularisation 1803 wurde die Seelsorge von Oberwarngau (damals Westernwarngoi) durch Vikare des Klosters Tegernsee versehen. Dieses hatte das Recht, den Pfarrer der Kirche zu bestimmen.
Der Pfarrvikar hatte um 1524 bereits drei Cooperatores, von denen einer in Oberwarngau selbst, die anderen je in Wall und in Reichersbeuern untergebracht waren.
Wall und Reichersbeuern gehörten zu dieser Zeit zur Pfarrei Oberwarngau. Sie sind als Filialen erstmals 1315 in der Pfarrbeschreibung des Bistums Freising aufgeführt.
Die Kooperatoren waren neben der Warngauer Kirche im „Gsellhäusl“ untergebracht. Dieses Haus ist längst abgebrochen und hatte seinen Namen von „Pfarrersgesell“.
Als weitere Filiale ist die Allerheiligenkirche zu nennen, die 1476 erstmals urkundlich erwähnt wird sowie die Kapelle in Reitham, die in der Pestzeit 1644 gebaut wurde.
Mit der Säkularisation 1803 wurden die Filialorte Reichersbeuern und Wall zu selbständigen Pfarreien.
1984 wurden die Pfarreien Ober- und Osterwarngau sowie Wall zu einem Pfarrverband zusammengefasst und 2016 mit dem Pfarrverband Holzkirchen zu einem großen Pfarrverband Holzkirchen Warngau zusammengeschlossen.

## Architektur
Die Kirche in ihrer heutigen Form und Gestalt wurde um 1500 vom Tegernseer Klosterbaumeister Alexander Gugler im Stil der Spätgotik errichtet. Vor dieser Kirche dürften mehrere Bauten an diesem Platz vorausgegangen sein. Diese Vorgängerbauten sind als Bodendenkmal D-1-8136-0022 in der Denkmalliste eingetragen.

### Außenbeschreibung
Zum Bau wurden Tuffsteinquader aus den damaligen Steinbrüchen des Mangfalltals und aus Reststeinen einer Burgruine, die zwischen Oberwarngau und Osterwarngau stand, verwendet. Die Kirche ist umgeben von einem eingefriedeten Friedhof, der gegen Osten und Westen steil abfällt. Der spätgotische Baustil zeigt sich an den Spitzbogen der Fenster und Türen, aber auch an einem dreiteiligen Strebepfeiler inmitten der Westseite und vier kleineren Strebepfeilern am quadratischen Turm im Übergang zum achteckigen Turmbereich. Der obere Abschnitt des Turms hat acht Schallöffnungen hinter denen sich ein Geläut aus drei Glocken befindet. Oben schließt der Turm mit einer kräftigen frühbarocken Zwiebelhaube← ab. Der Turm ist nördlich am Chor angebaut. Der quadratische Turmschaft ist 5,60 × 5,60 m breit. Der Turm hat eine Höhe bis zur Kugel von ca. 40 m. Auf dem achteckigen Turmbereich unterhalb der Schallfenster sind in jeder der vier Himmelsrichtungen quadratische Zifferblätter der Turmuhr angebracht.
Die Dacheindeckung war ursprünglich aus grauem Schiefer. Bei der Außenrenovierung 1979 erhielt die Kirche ein rotes Ziegeldach.

Die zweigeschossige Sakristei ist südlich am Chor, gegenüber vom Turm angebaut.
Das Portal mit Vorhalle als Zugang der Kirche befindet sich im westlichen Gewölbejoch an der Südwand. Die alte Tür besitzt Beschläge aus der Bauzeit. Das Netzgewölbe in der Vorhalle schließt mit einem hexagonalen Schlussstein mit Fischblasenorament ab.

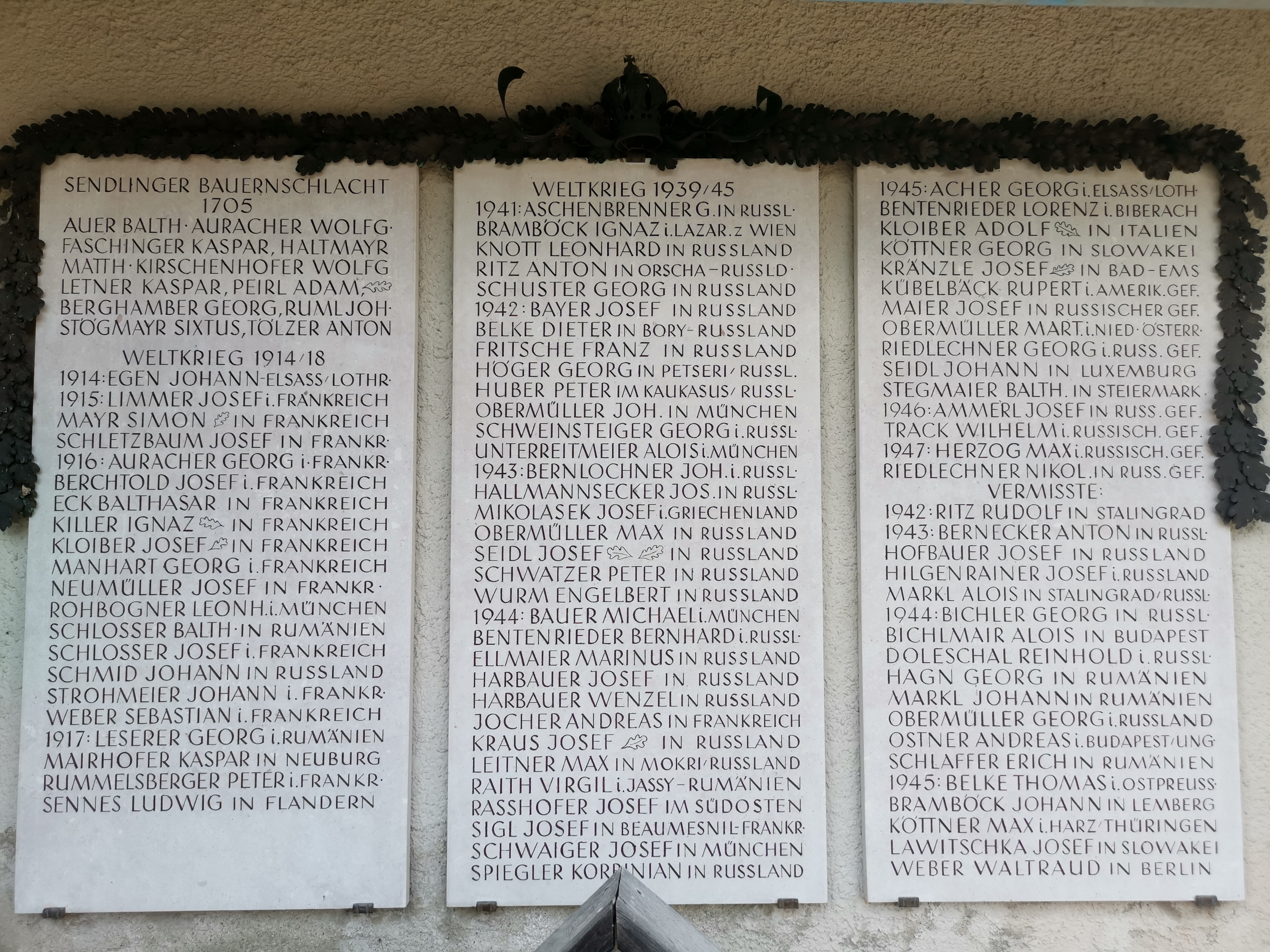
Kriegerdenkmal Oberwarngau

An der Südwand der Kirche ist in einer Nische zwischen der Sakristei und der Vorhalle das Kriegerdenkmal von Oberwarngau. Auf den drei Tafeln sind die Namen der Opfer der Sendlinger Mordweihnacht 1705, des I. Weltkriegs 1914–1918 und des II. Weltkriegs 1939–1945 angebracht.
Die Kirche ist in der Denkmalliste unter D-1-82-136-1 eingetragen.

### Innenbeschreibung

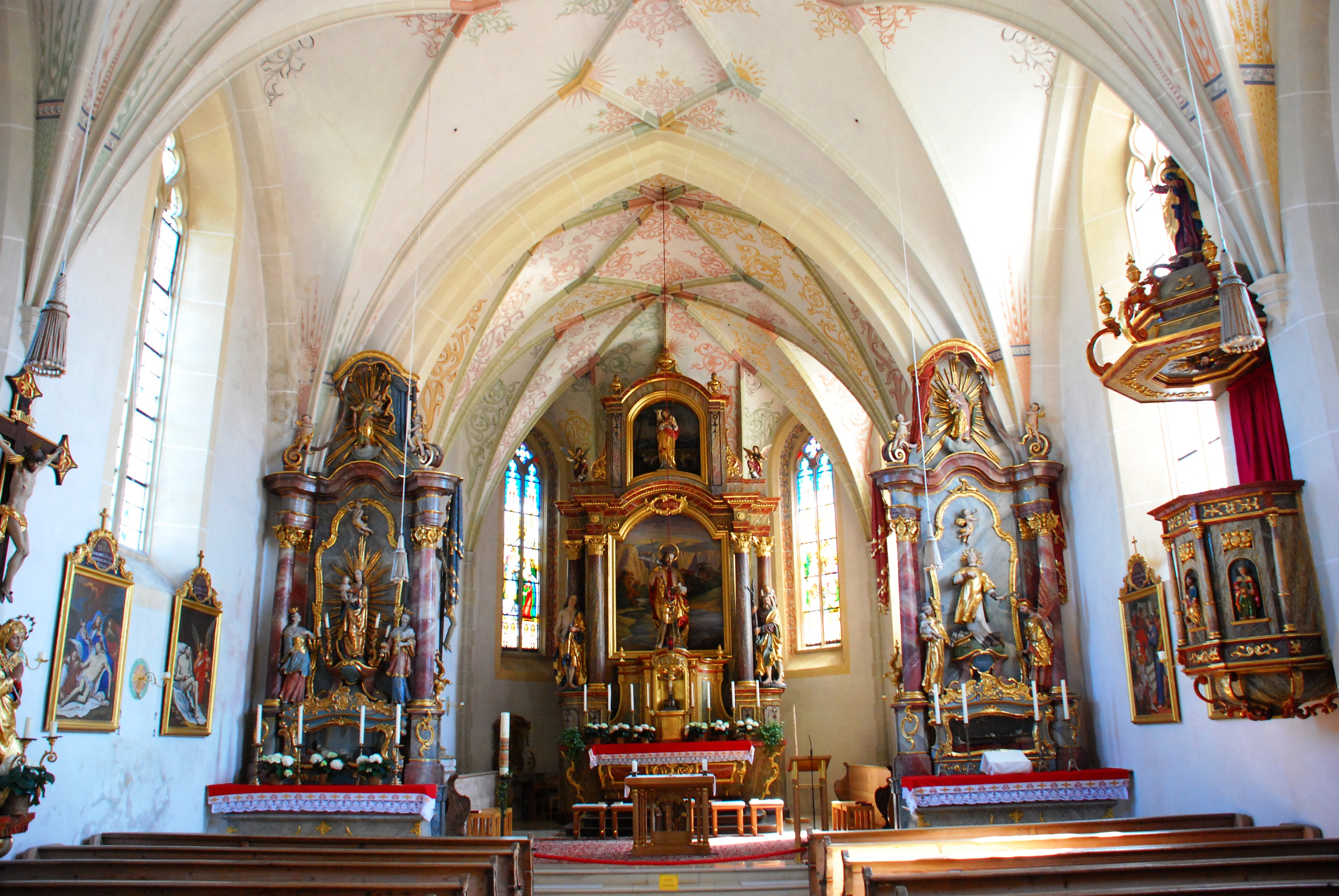
Innenansicht nach Osten zum Chor
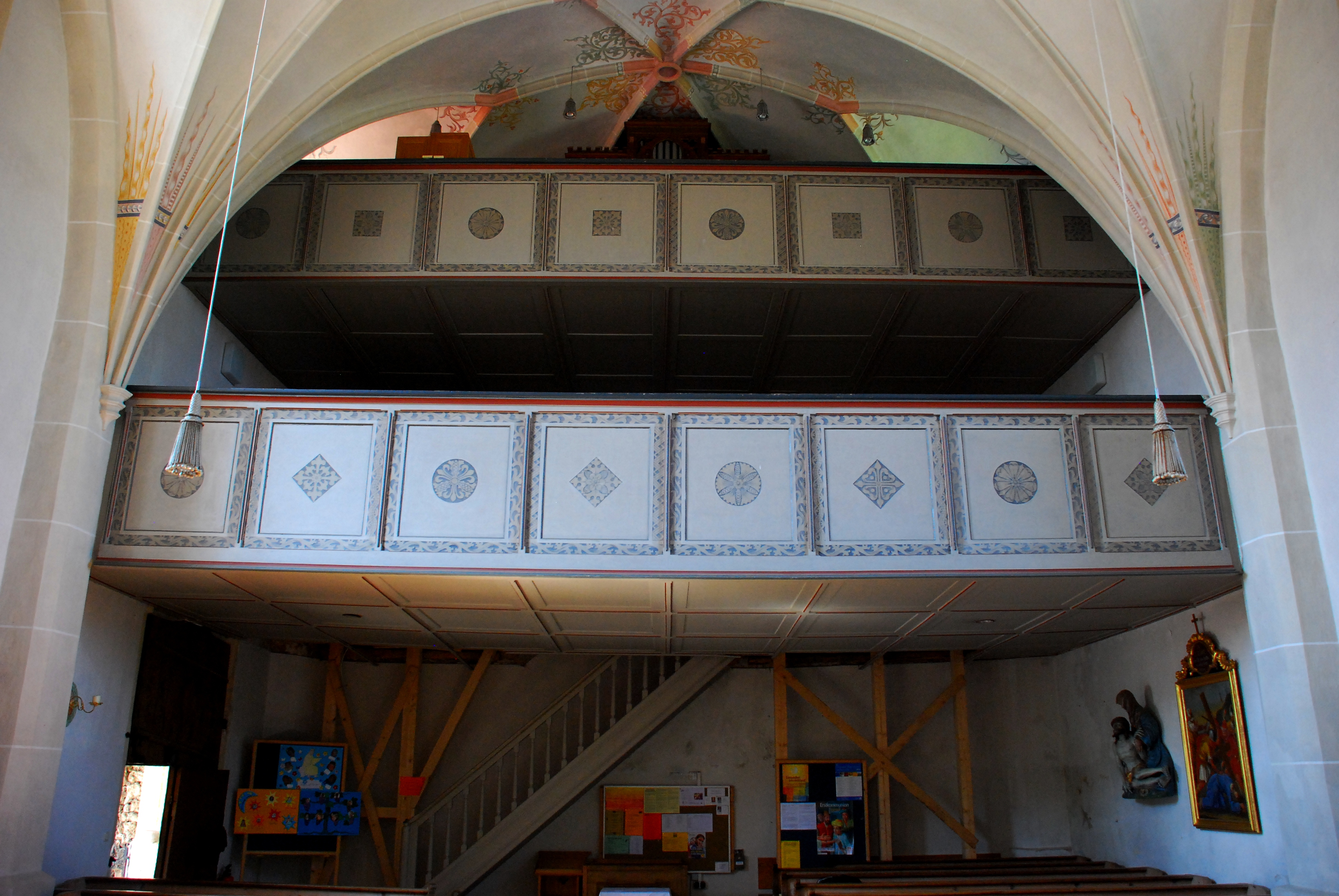
Innenansicht nach Westen zur Empore
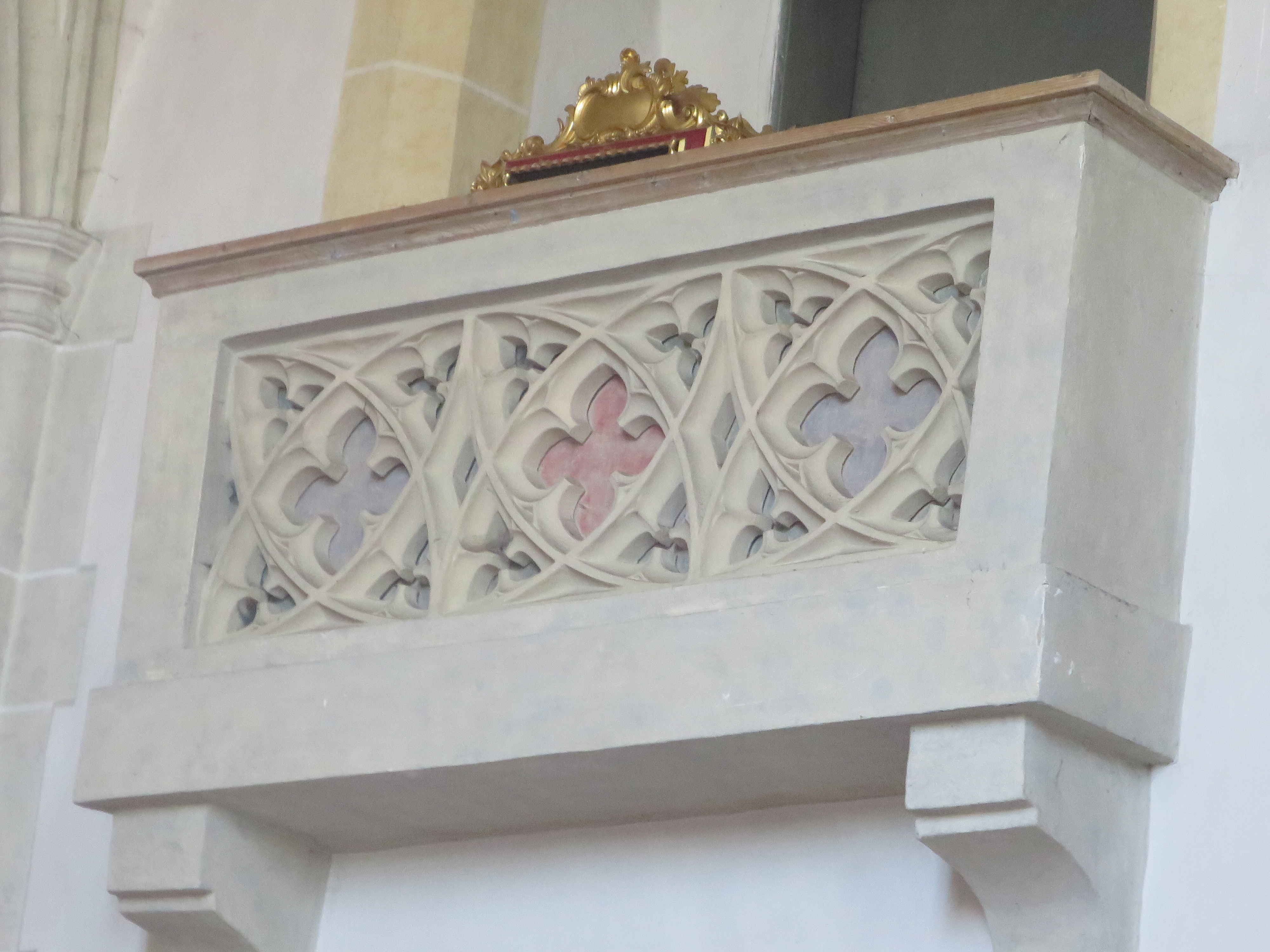
Oratorium
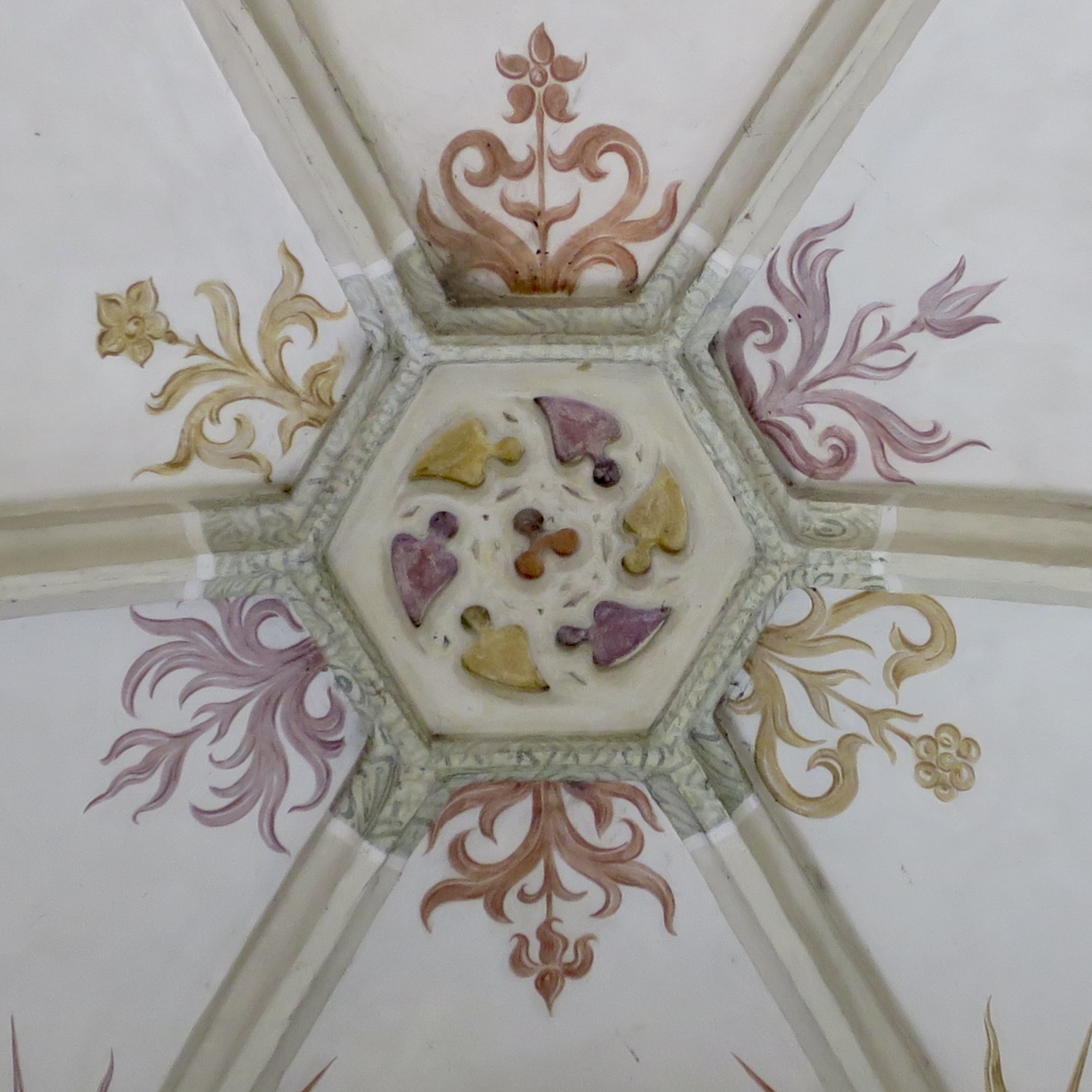
Netzgewölbe der Vorhalle, hexagonaler Schlussstein mit Fischblasenornament

Das Kirchenschiff besteht aus drei Gewölbejochen mit 17 m Länge und 9,75 m Breite. Der Chor ist 10 m lang und 8 m breit. Dieser besitzt ein Gewölbejoch und schließt mit fünf Seiten eines Achtecks ab.
Der Innenraum zeigt die Merkmale der Spätgotik: ein Netzgewölbe sowie die Fenster mit gotischem Maßwerk. Im westlichen Gewölbe ist eine zweigeschossige hölzerne Empore eingebaut. Auf dem oberen Stockweck der Empore steht eine Orgel. Im Obergeschoss der Sakristei befindet sich ein Oratorium, welches als Empore in den Chor hineinragt.

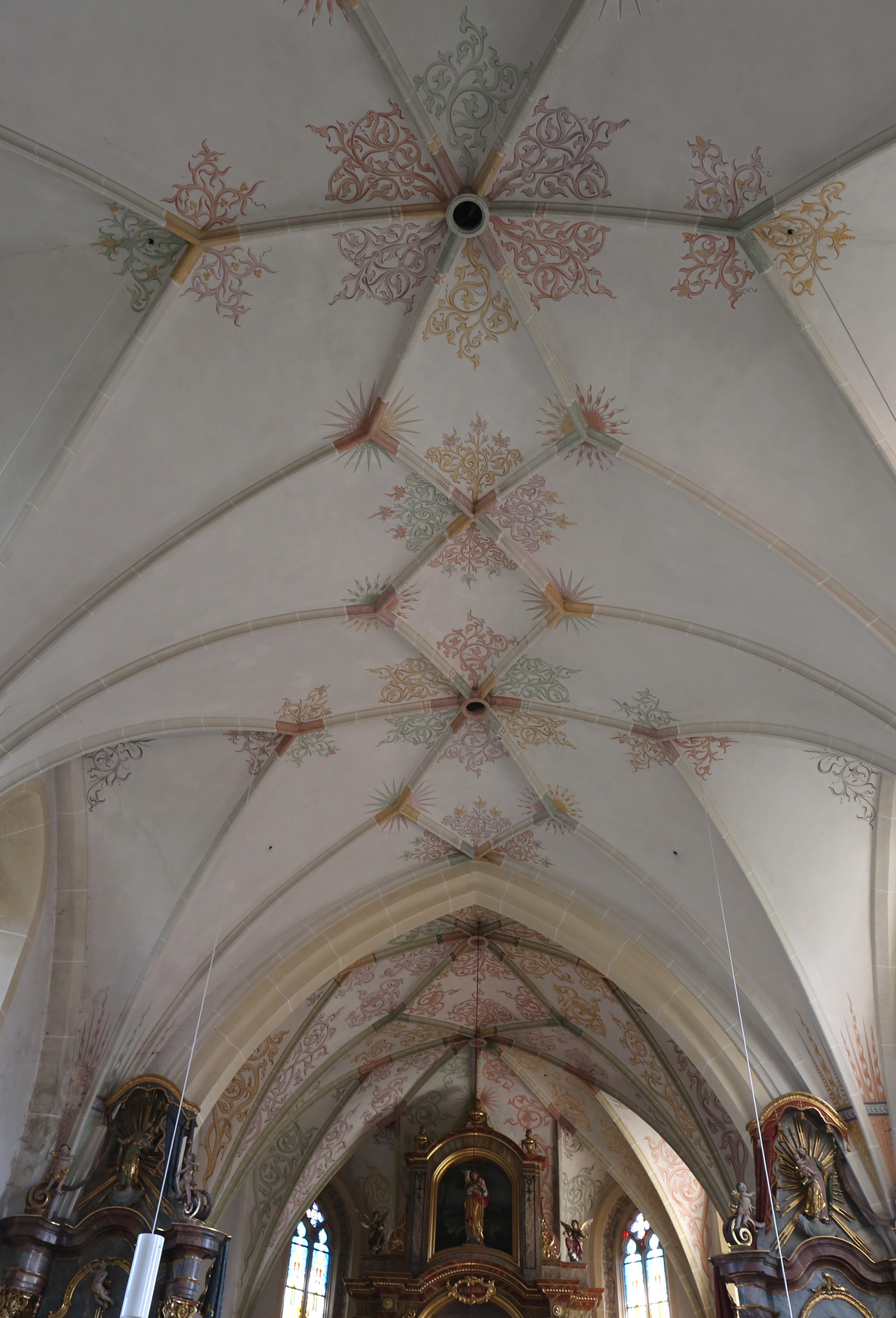
Gewölbe im Schiff
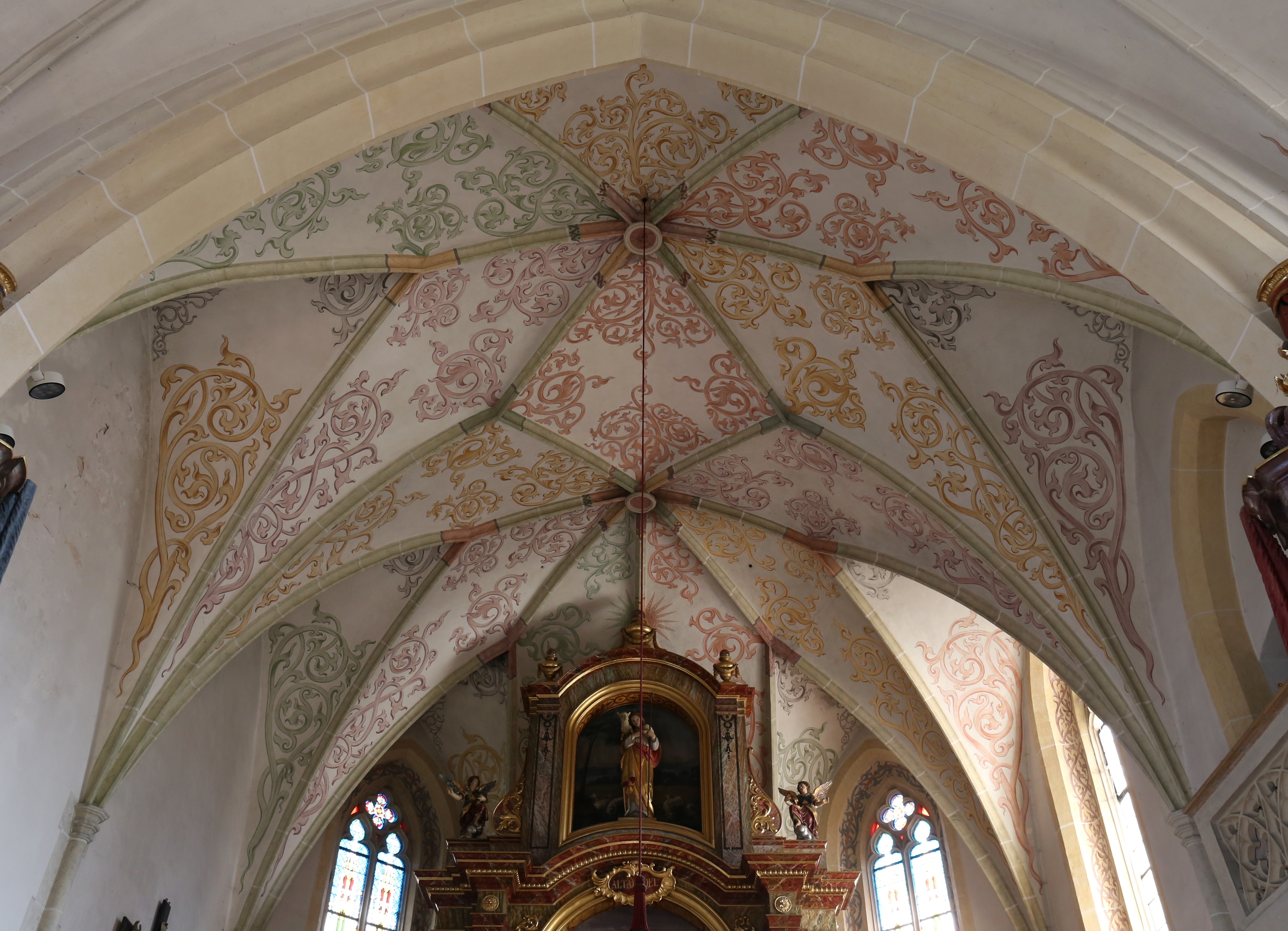
Gewölbe im Chor
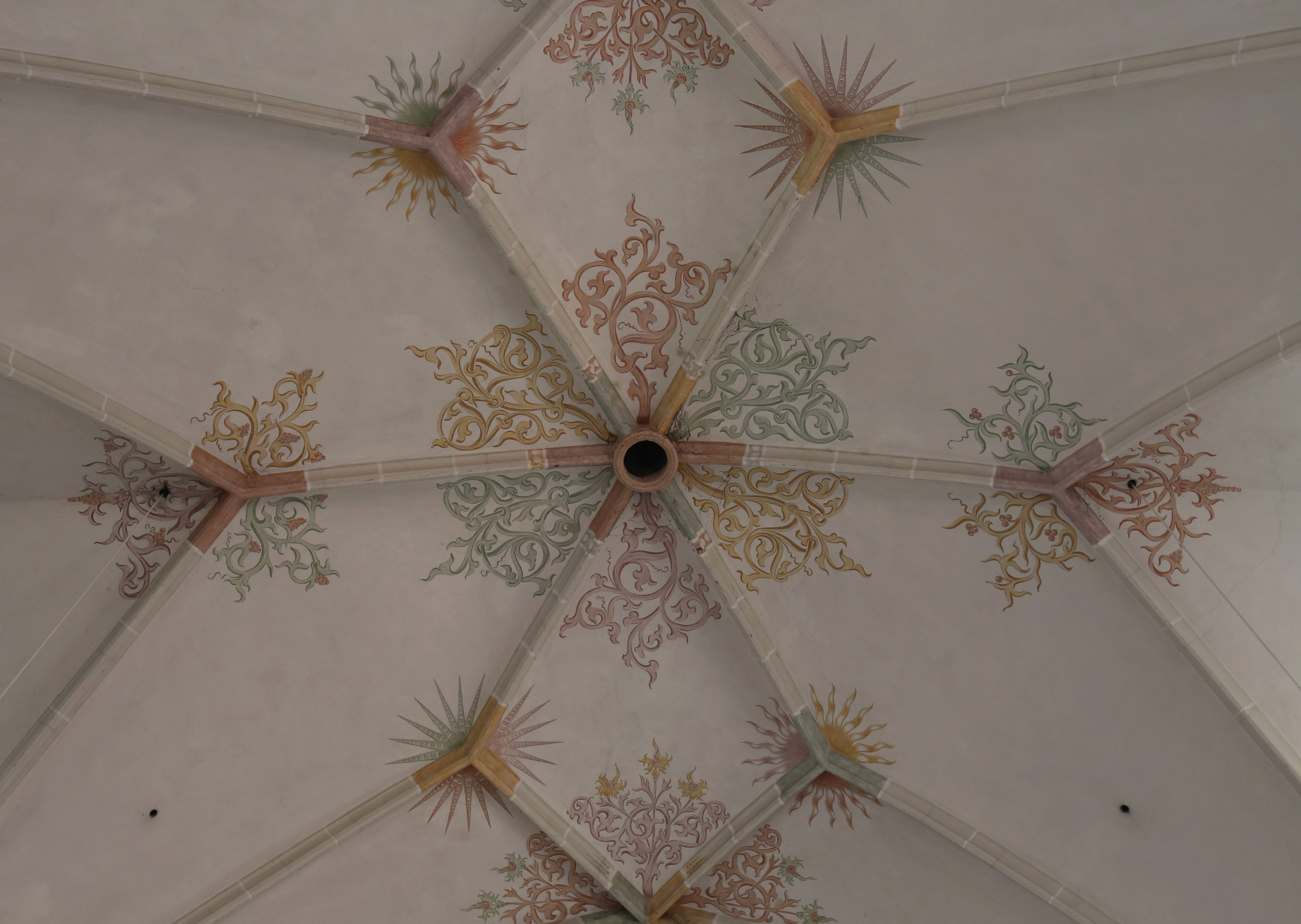
Gewölbedetail

## Ausstattung

### Hochaltar
Bis um das Jahr 1700 stand in der Kirche ein spätgotischer Hochaltar.
Durch die Unvorsichtigkeit des damaligen Mesners brannte der Altaraufbau ab. Dabei konnten nur die Altarfiguren gerettet werden. Es wurde um 1710 ein neuer Hochaltar errichtet.
Bis auf die Altarfassung, für die das zuständige Gericht Wolfratshausen aufkam, konnten durch die Opferfreudigkeit der Ortsbewohner alle entstandenen Kosten bezahlt werden. Die drei geretteten, etwa 1,85 m großen Altarfiguren stammen vom alten Hochaltar aus der ersten Hälfte des 16. Jahrhunderts.

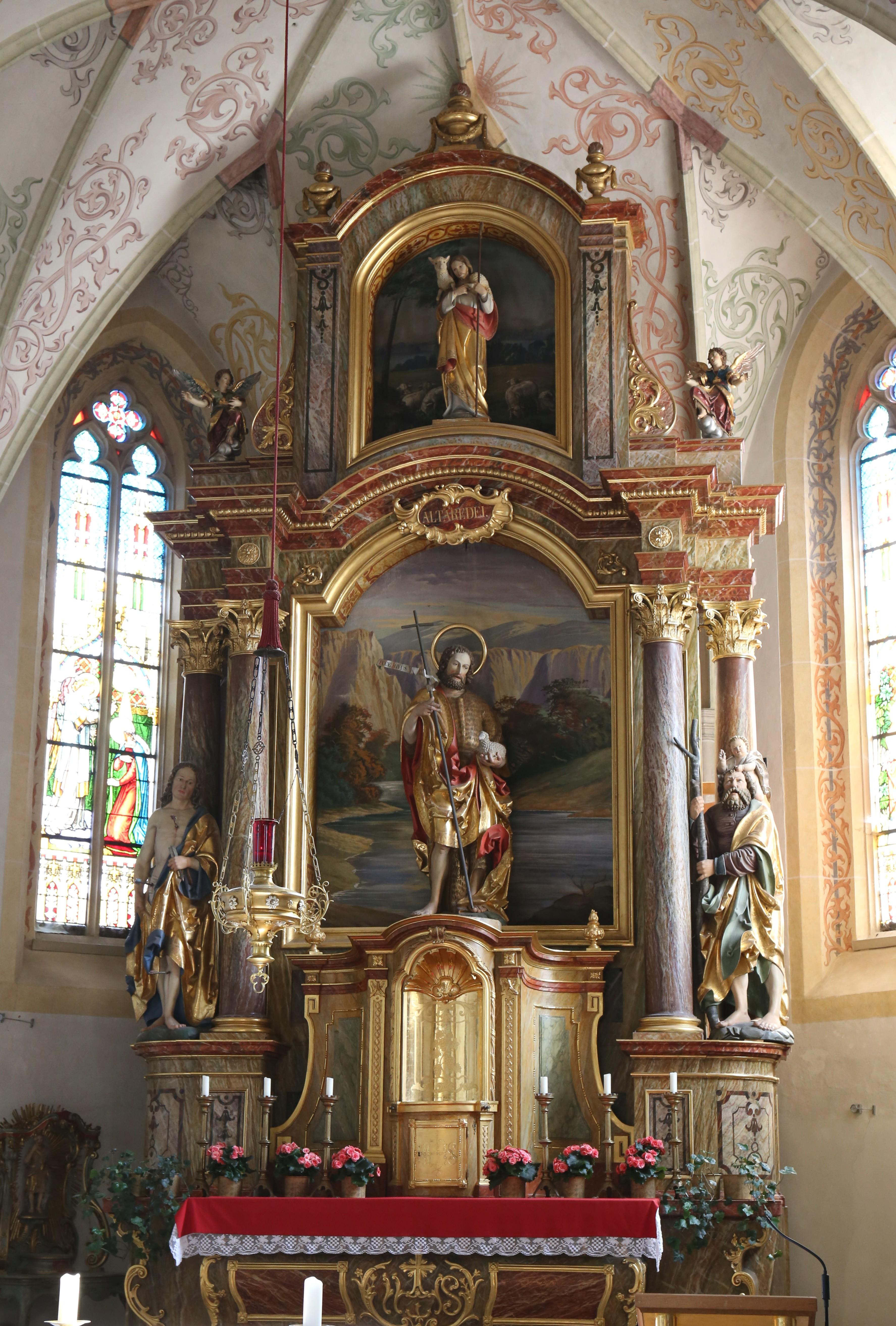
Hochaltar St. Johannes Baptist Oberwarngau

Der jetzige Hochaltar stammt aus dem Jahr 1865. In ihm sind Teile des barocken Altars verwendet worden. In der Mitte der Kirchenpatron Johannes der Täufer mit dem Lamm und zu beiden Seiten St. Sebastian und St. Christophorus. Im oberen Bereich steht der Gute Hirte.
Der Hochaltar ist ein Wandelaltar. Im Laufe des Jahres werden im Mittelfeld das Gemälde und die Figuren ausgetauscht. Zur Weihnachtszeit ist die Heilige Familie vor einem gemalten Krippenhintergrund, in der Karwoche bis Gründonnerstag ist Jesus am Ölberg mit dem Engel, der ihm den Kelch des Leidens bringt, am Karfreitag sind die drei Kreuze auf Golgotha, in der Osterzeit ist der auferstandene Heiland und während der restlichen Zeit im Jahreskreis ist der Kirchenpatron Johannes der Täufer zu sehen.

### Fastentuch

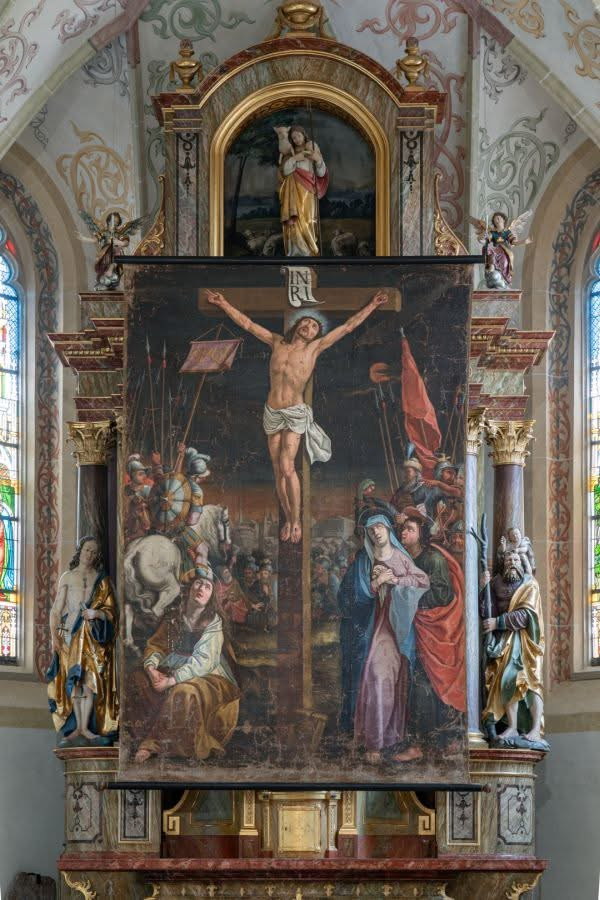
Fastentuch, Gesamtansicht vor Hochaltar
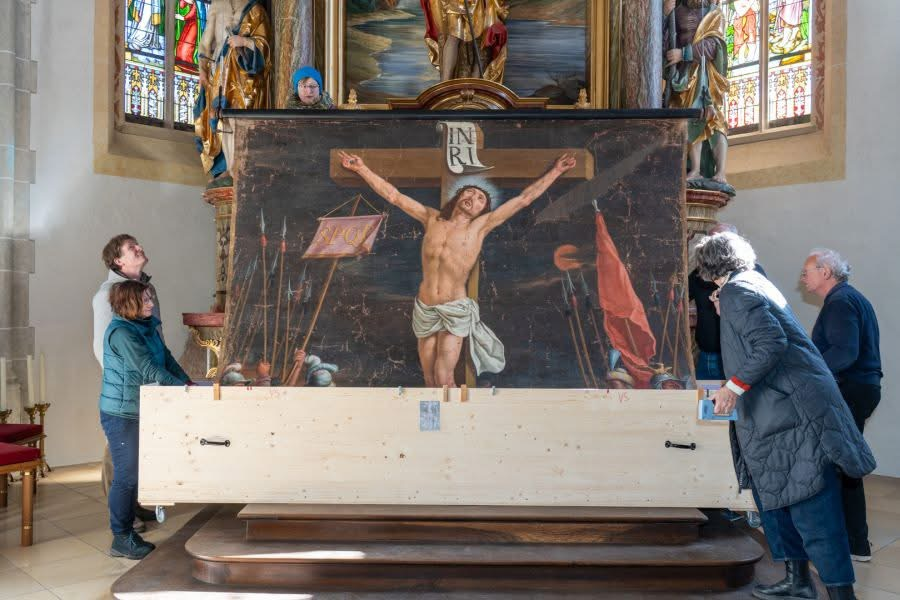
Fastentuch, Aufziehen
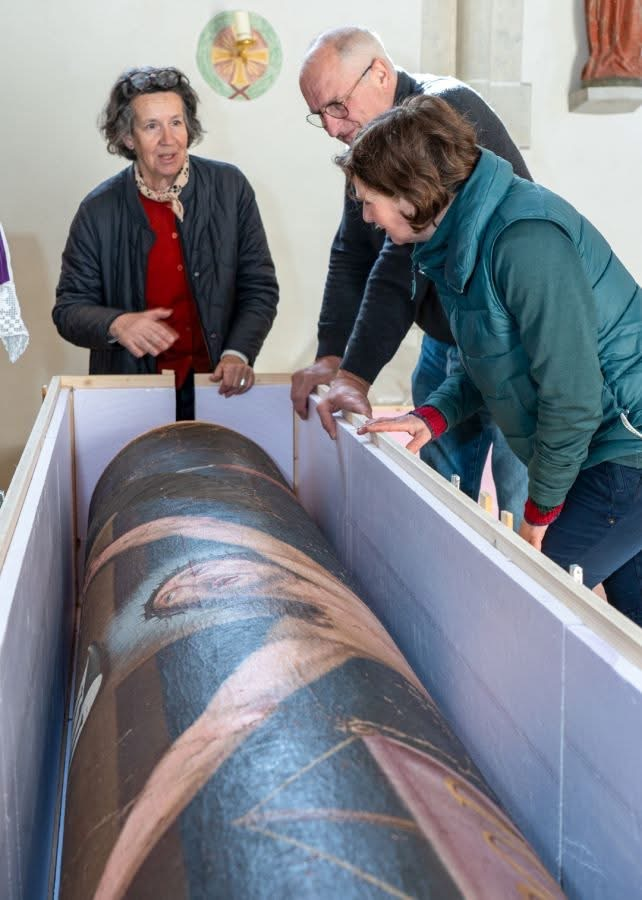
Fastentuch, Transport- u. Lagerkiste
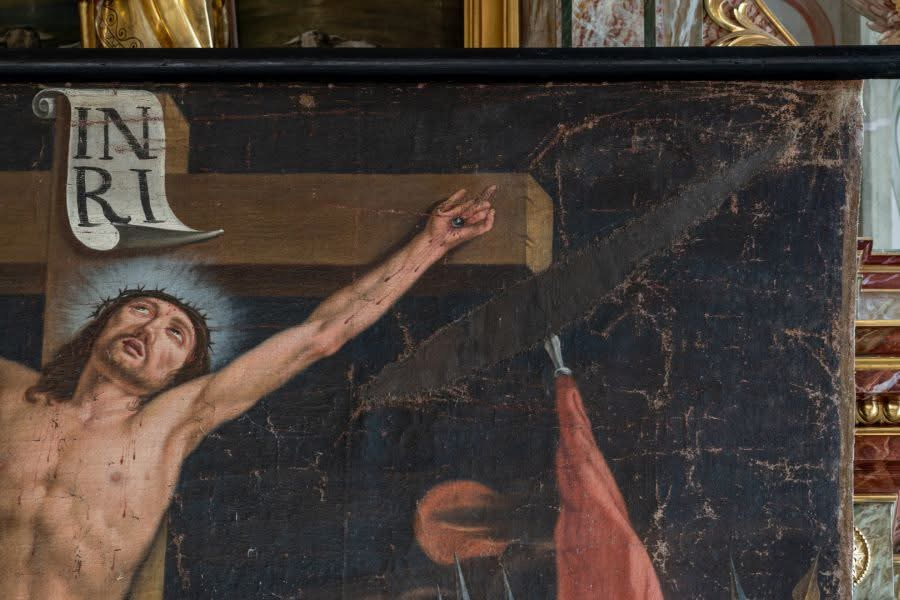
Fastentuch, Detail Restaurierung

Seit der Fastenzeit 2025 wird ab Aschermittwoch der Hochaltar wieder mit dem historischen Fastentuch verhangen. Das große Fastentuch (435 × 280 cm) stammt aus dem Ende des 17. Jahrhunderts. Es war lange Zeit verräumt und nicht mehr im Gebrauch. Bei Auslagerungsarbeiten fand sich eine über Hölzer gewickelte Leinwand, die offenbar seit vielen Jahrzehnten unbeachtet geblieben war. Sie wurde entrollt und es entfaltete sich nach und nach eine weitgehend unberührte barocke Kreuzigungsszene. Vor dunklem Hintergrund mit der Darstellung von Jerusalem sind römische Soldaten effektvoll in die Tiefe gestaffelt und es erhebt sich das Kreuz auf Golgotha. Zur Rechten des Gekreuzigten stützt Johannes die Mutter Maria, während zu seiner Linken die heilige Magdalena die Hände ringt. Ein gemalter Goldrahmen umfasst die Szene.
Das Fastentuch wurde auf einer dünnen roten Grundierung in fetter Tempera oder in Ölmalerei auf eine sehr grobe Leinwand gemalt.
Es ist keine Signatur vorhanden, doch die gute Qualität und Konzeption der Malerei könnten auf das Umfeld von Hans Georg Asam (1649–1711) verweisen, der kurz vor 1700 im nahen Gmund die Altarblätter schuf und in Tegernsee als Freskenmaler tätig war. Oberwarngau war wie Gmund dem Kloster Tegernsee inkorporiert, von dem alle Aufträge zur Gestaltung ausgingen. Durch die großzügige Unterstützung der Bauer’schen Barockstiftung und begleitet von der Hauptabteilung Kunst des Ordinariats München und der Pfarrei konnte eine Tegernseer Restauratorin umfangreiche Konservierungsmaßnahmen vornehmen: Die Malerei auf der grob gewebten Leinwand wurde gefestigt, die Veränderungen in der Malschicht wurden behoben, stellenweise wurden Leinwandstücke eingesetzt und die oberen und unteren Leinwandbereiche verstärkt. Die Löcher in der Gewölbedecke und die Seilwinde aus Holz, die nötig sind, um das Gemälde hochzuziehen, sind noch erhalten und wurden durch eine neue Handwinde aus Holz und Metall nachgerüstet. Außerhalb der Fastenzeit lagert das Fastentuch über einer großen Rolle in einer Klimakiste und wird dadurch geschützt.

### Seitenaltäre
Die alten spätgotischen Seitenaltäre mussten 1769 ersetzt werden. Es ist dazu ein Schreiben des zuständigen Gerichts Wolfratshausen an den Geistlichen Rat zu München überliefert:
„Durchläuchtigster Churfürst, Gnädigster Herr. In dem Lobwürdigen Pfarrgottshaus Oberwarngau seynd die zween seyten altäre wegen althertum dergestalten wurmstüchig und vermodert, das hieran kaine reparation mehr fruchten kann, sondern im gegenteil zu befürchten stehet, es dürften jählings ain oder mehrere Drümmer herunterfallen. Es erfordert dahero die unausweichliche Nothdurft, das zween derley ganz neue altär errichtet und aufgefiehret werden...“
Noch im gleichen Jahr wurden die neuen Seitenaltäre von dem Bildhauer und Kistler Josef Hagn aus Miesbach errichtet. Er erhielt für die beiden Rokokoaltäre 250 Gulden.

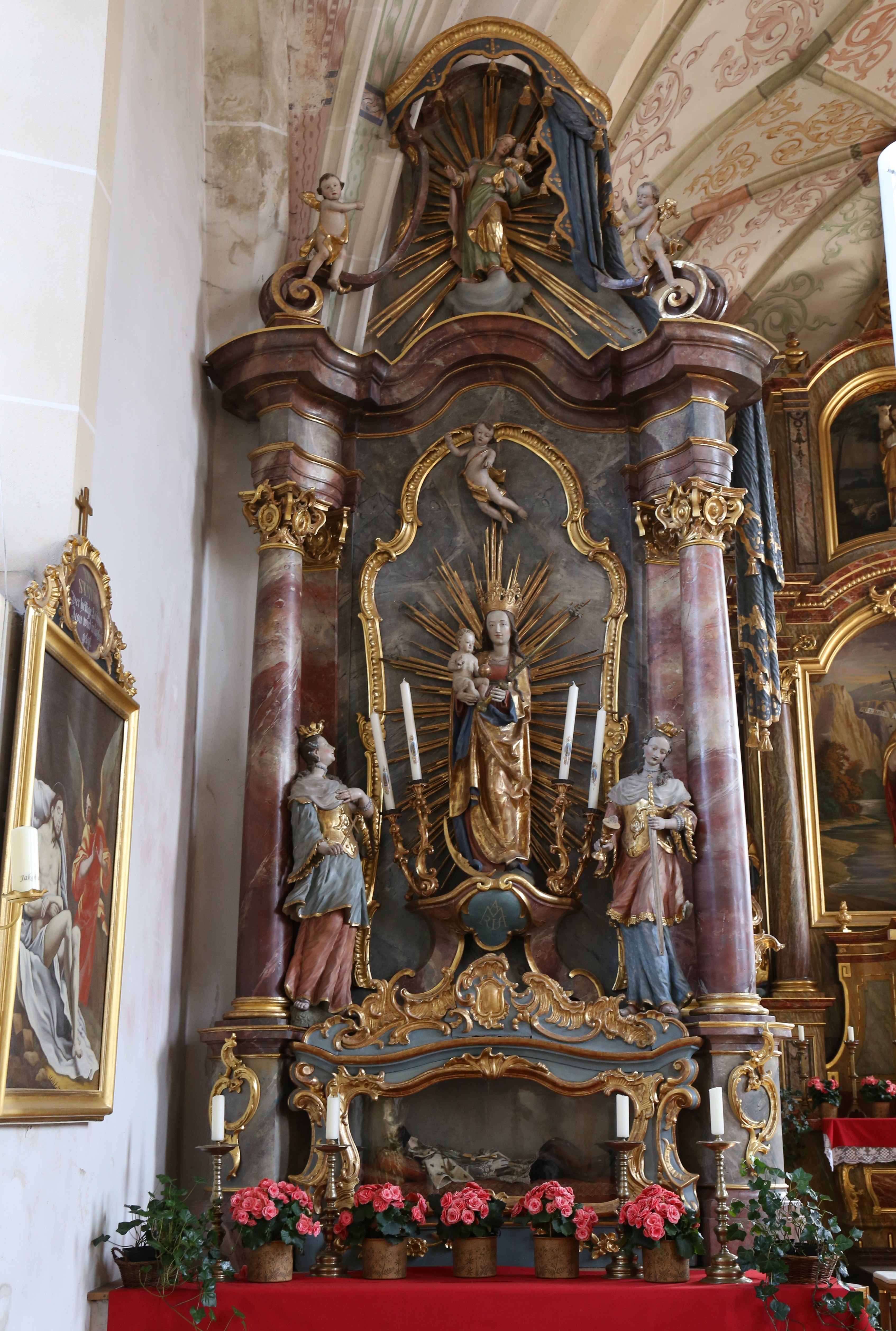
Seitenaltar links
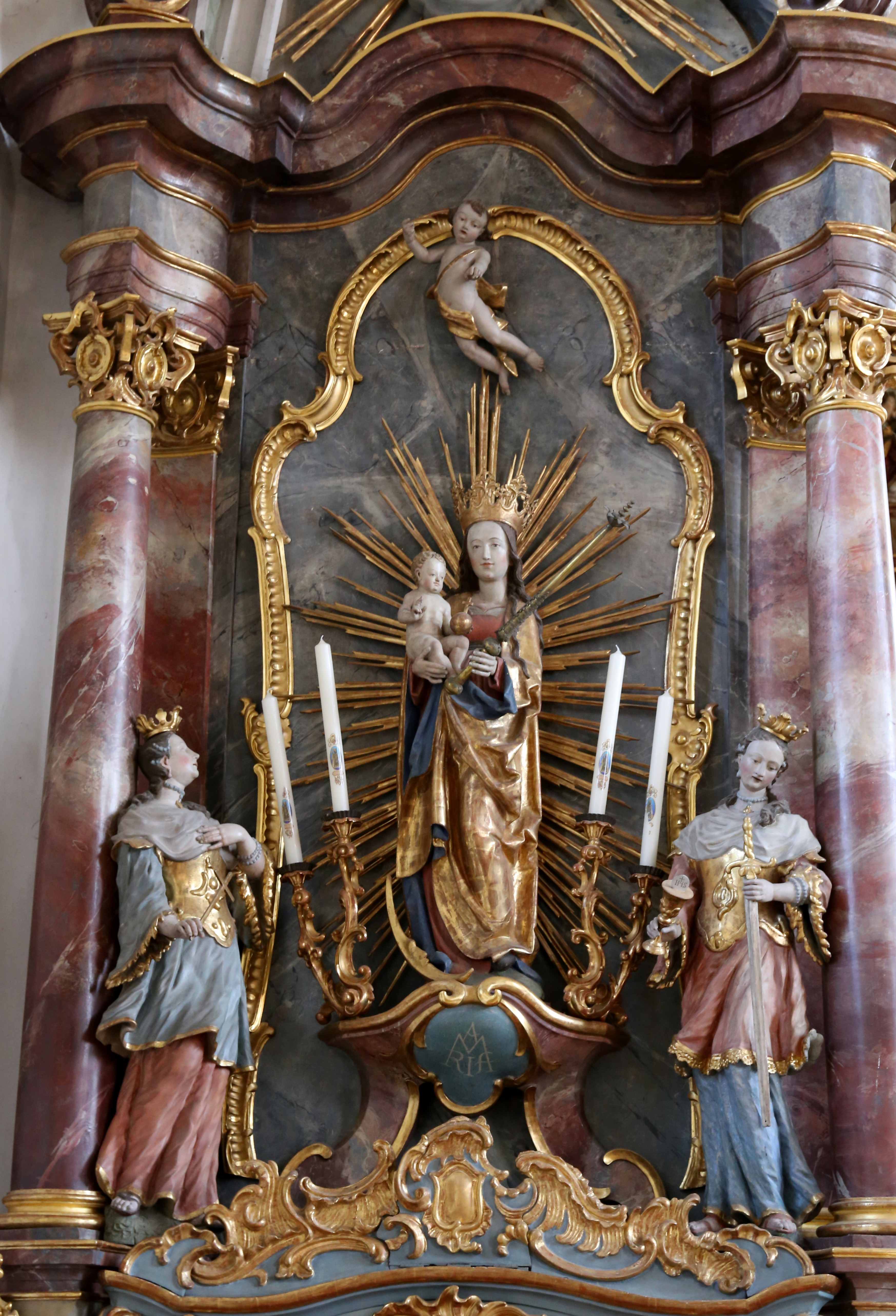
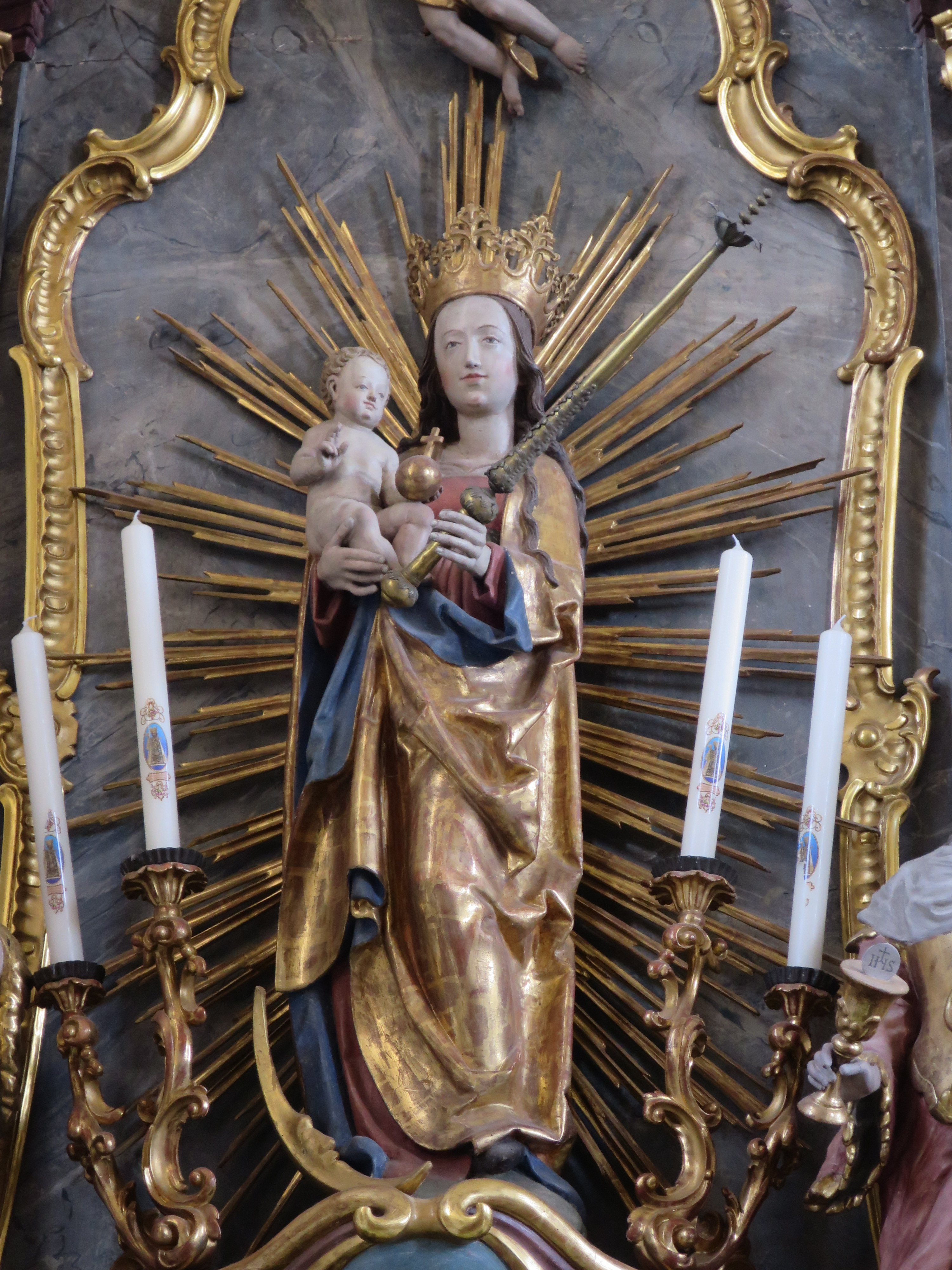

Der linke Seitenaltar ist der Mutter Gottes geweiht. Auf ihm steht eine 1,05 m große Marienfigur aus der 1. Hälfte des 16. Jahrhunderts. Im Glasschrein unten eine liegende Figur des heiligen Johannes Nepomuk. Links steht die heilige Helena, rechts die heilige Barbara. Oben unter dem Baldachin eine weitere Marienfigur mit Jesukind.

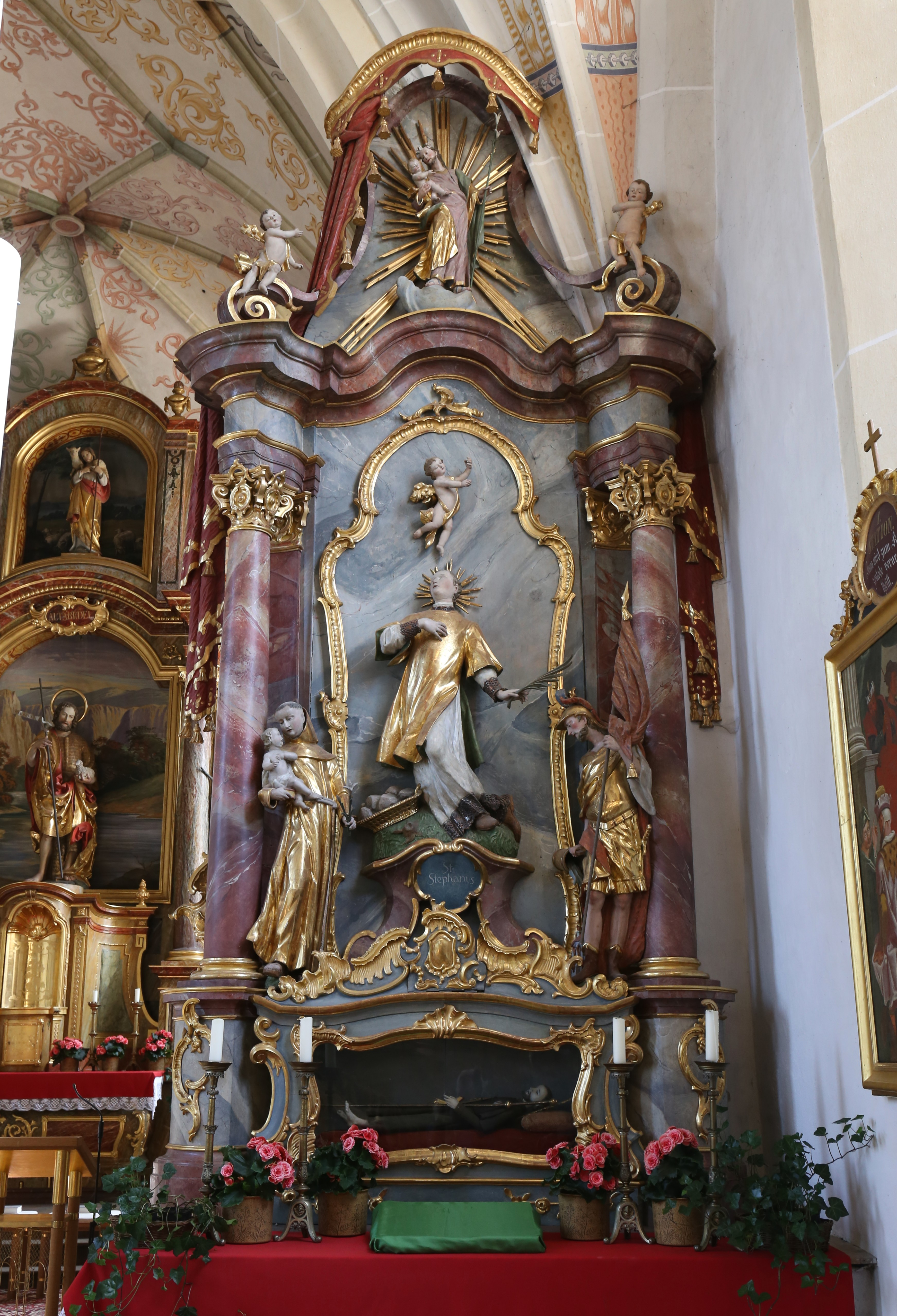
Seitenaltar rechts
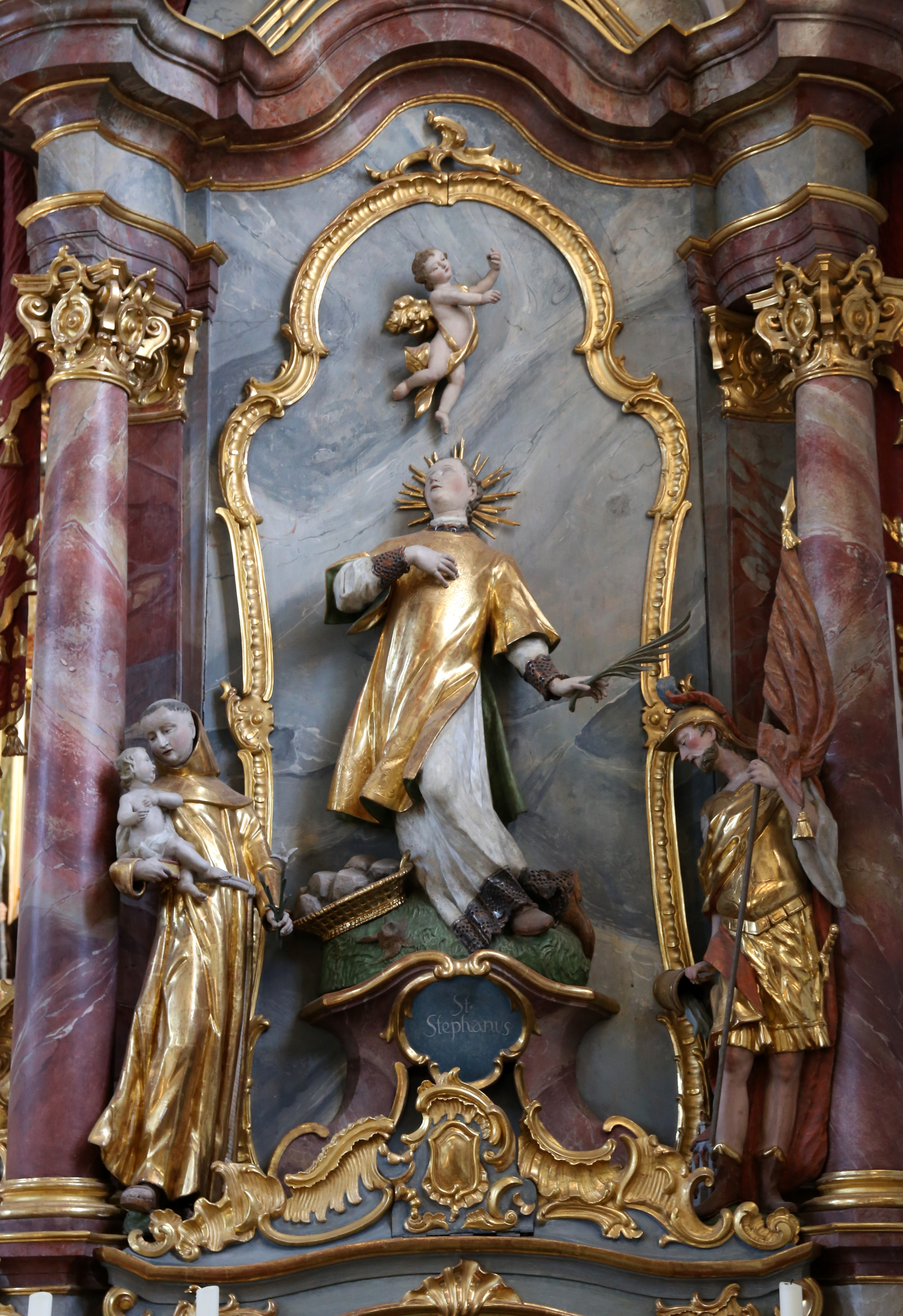
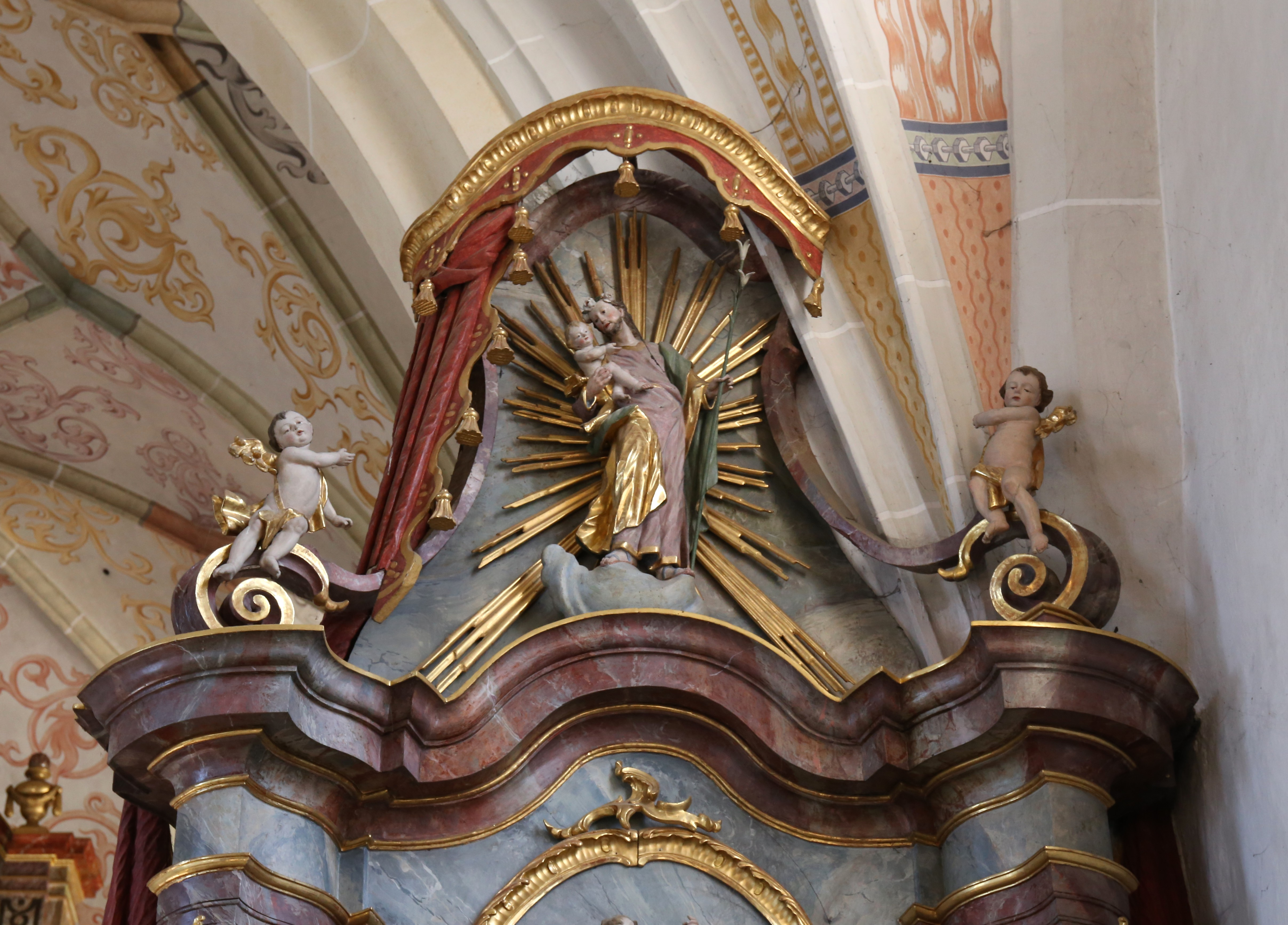

Der rechte Seitenaltar zeigt das Martyrium des heiligen Stephanus. Im Glasschrein unten eine liegende Figur des heiligen Leonhard. Links steht der heilige Antonius von Padua, rechts der heilige Florian. Oben unter dem Baldachin der heilige Josef mit Jesukind.

### Fenster
Im Chor sind beidseitig neben dem Hochaltar zwei Bleiglasfenster mit Glasmalerei. Alle anderen Fenster sind mit klarem Glas versehen.

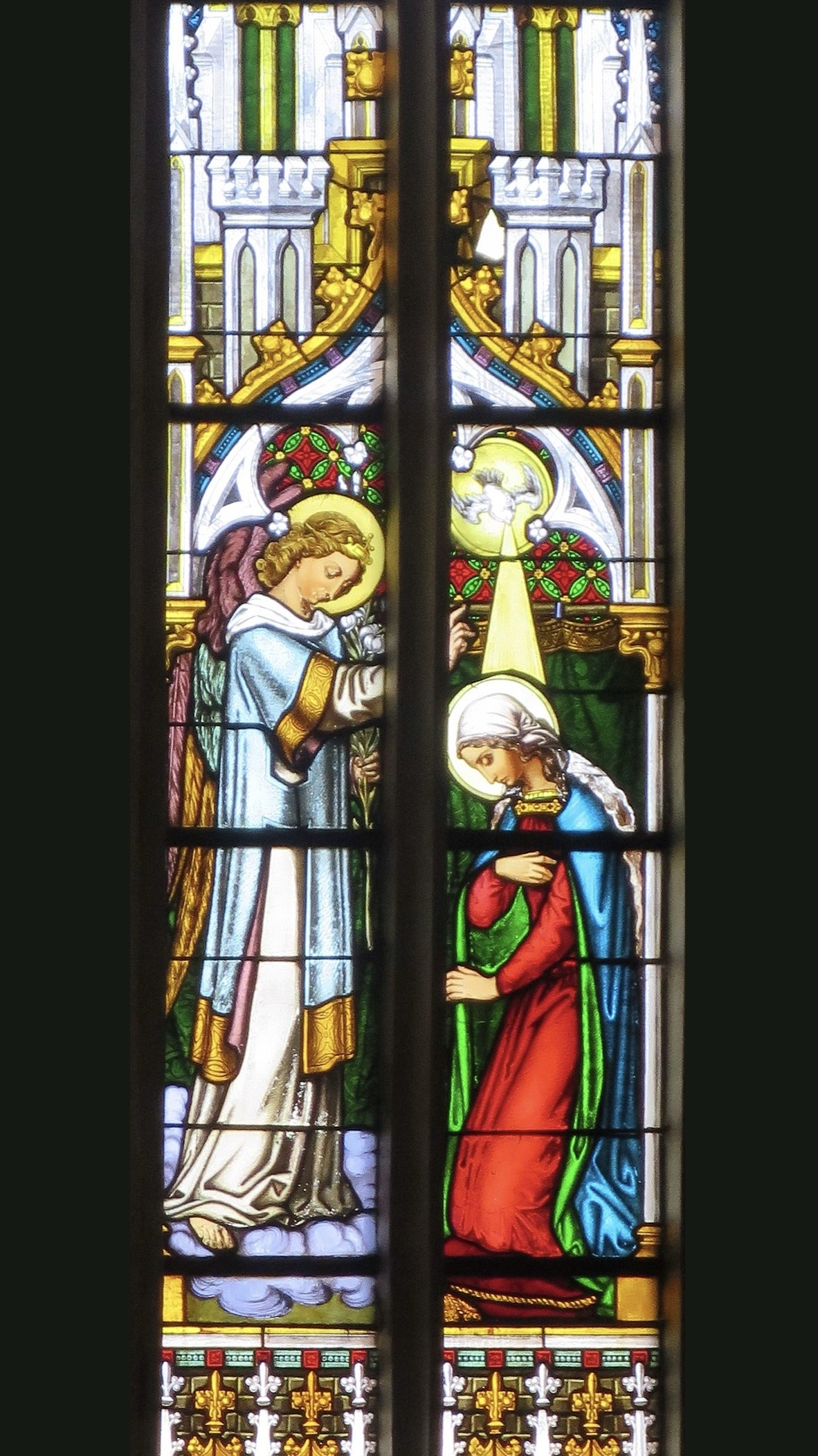
Chorfenster, links, neugotisch Mariä Verkündigung
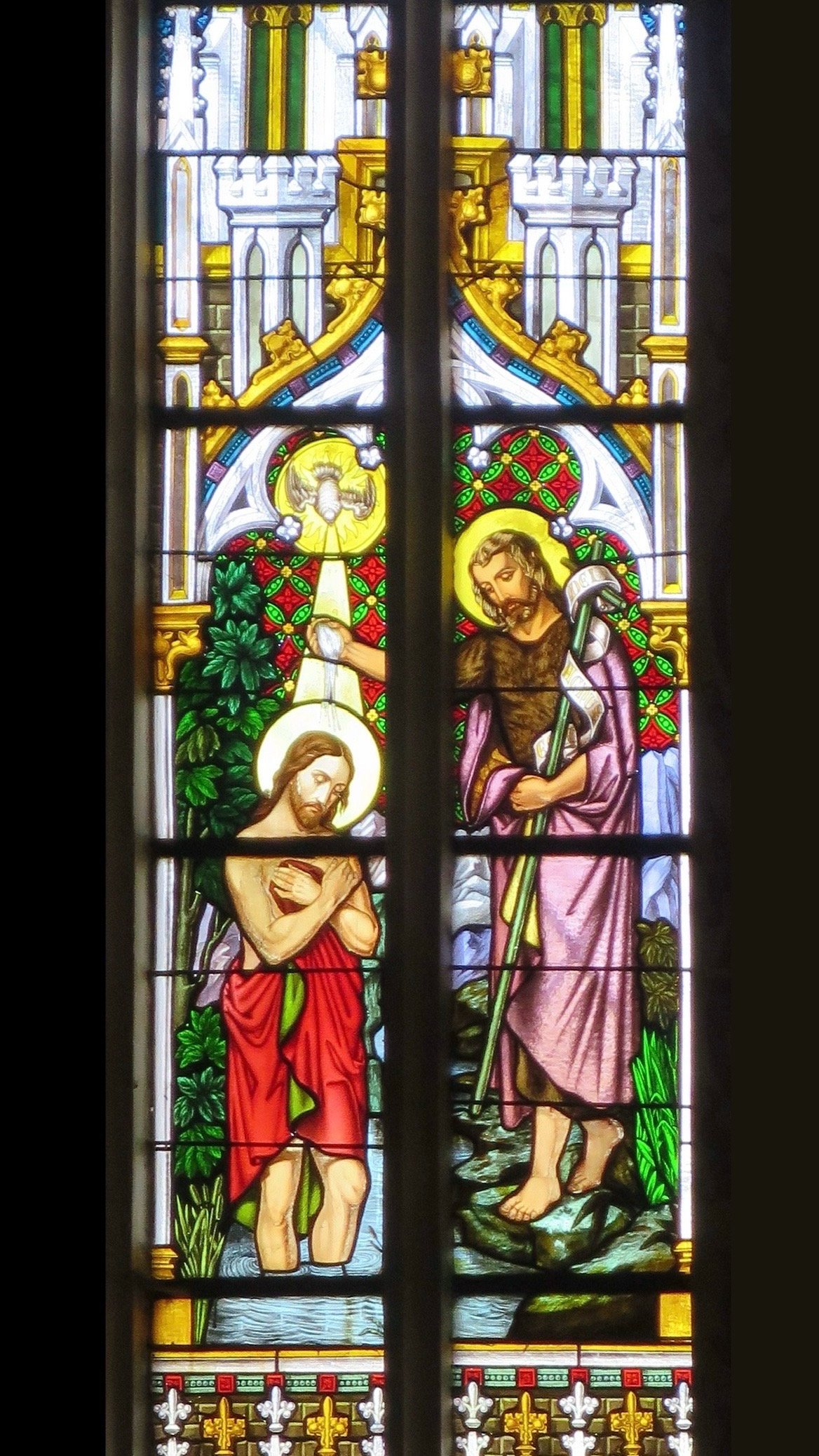
Chorfenster, rechts, neugotisch Taufe des Herrn

### Kanzel

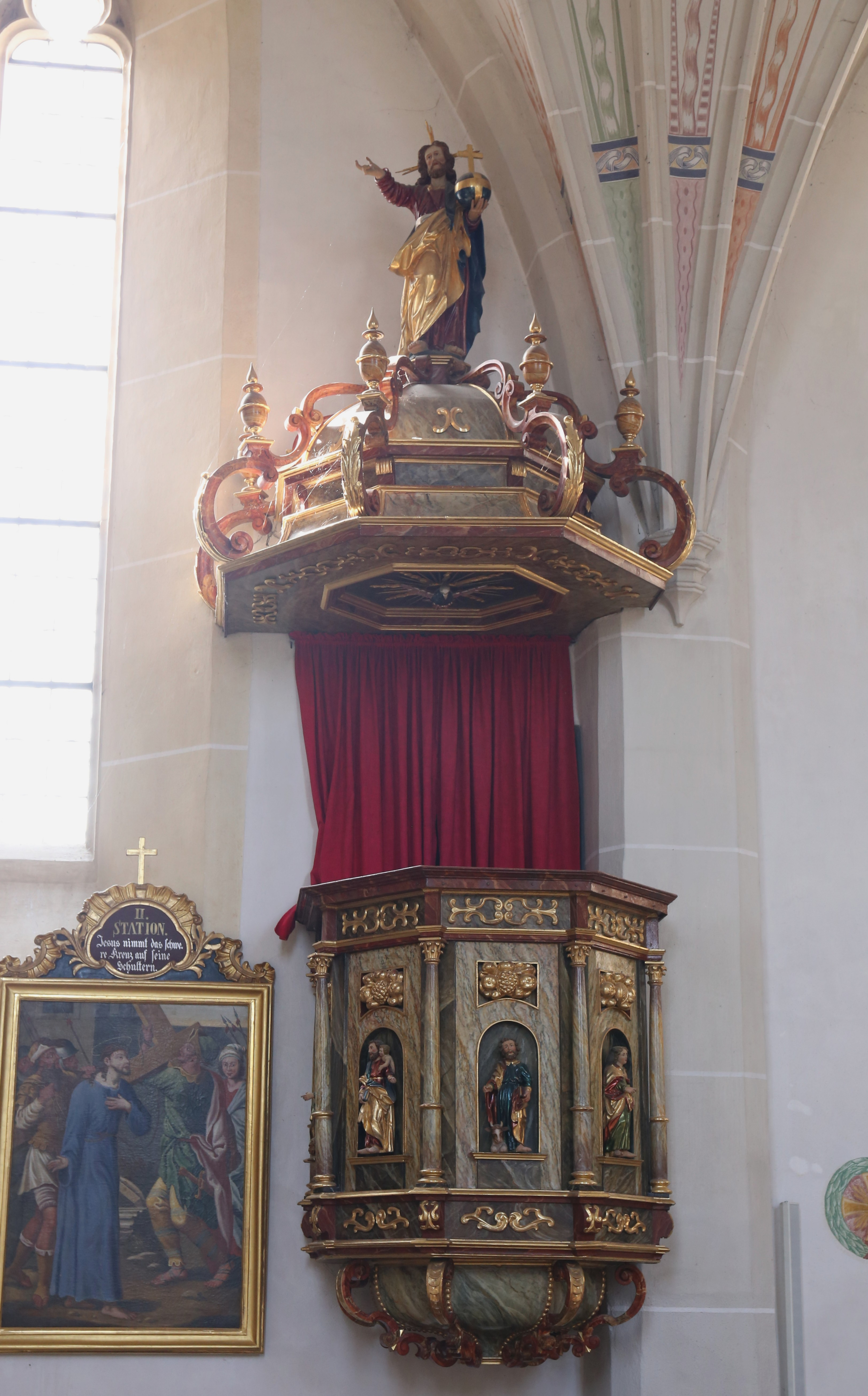
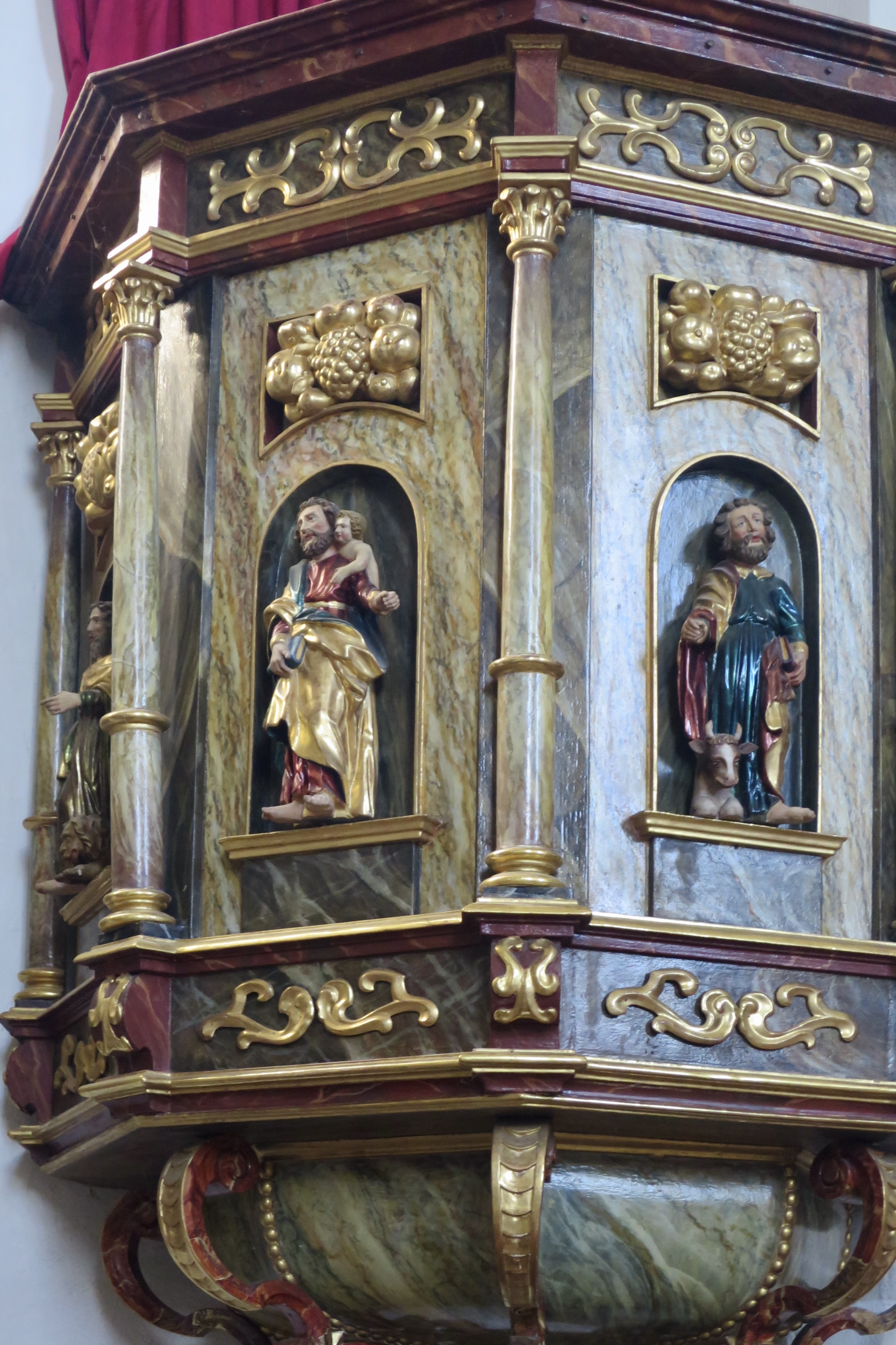

An der Südwand ist die barocke Kanzel angebracht. Auf dem Kanzelkorb sind die Figuren der vier Evangelisten (v.l.n.r) Markus, Matthäus, Lukas und Johannes. Diese haben eine Lüsterfassung. Auf dem Schalldeckel steht Christus als Salvator mundi.
Die Provenienz der Kanzel ist noch zu klären. Es fehlt hier eine Treppe zum Aufsteigen. Die Kanzel und der Kreuzweg fehlen, im Gegensatz zu der übrigen Einrichtung, in der Beschreibung der Kirche in Die Kunstdenkmäler von Bayern. 1,2,1, Die Kunstdenkmäler von Oberbayern ; Stadt München, Bezirksämter Erding, Ebersberg, Miesbach, Rosenheim, Traunstein, Wasserburg. 1902. Fundstelle S. 1475f.

### Figuren und weitere Ausstattung

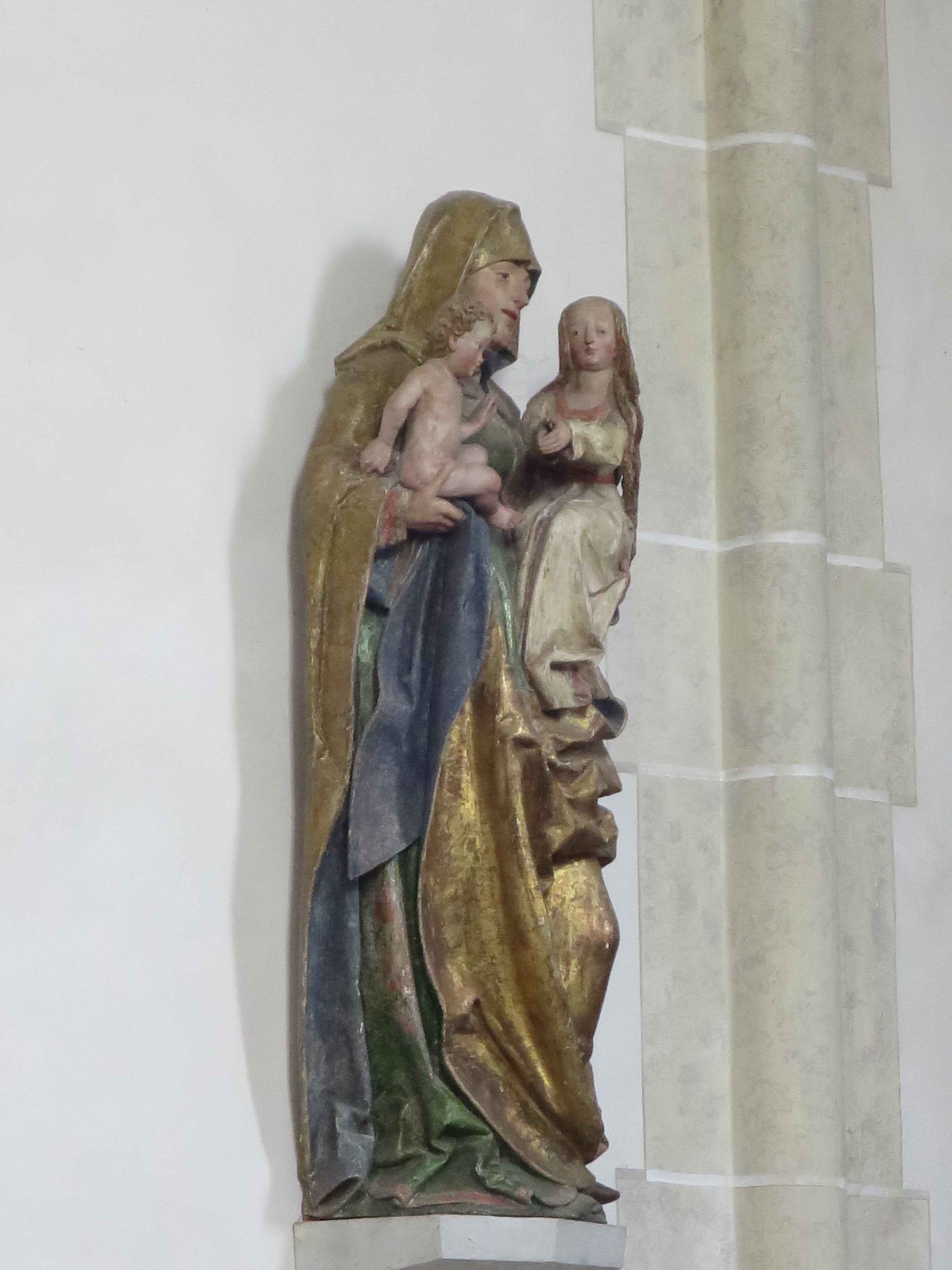
Anna selbdritt 1. Hälfte 16. Jh.
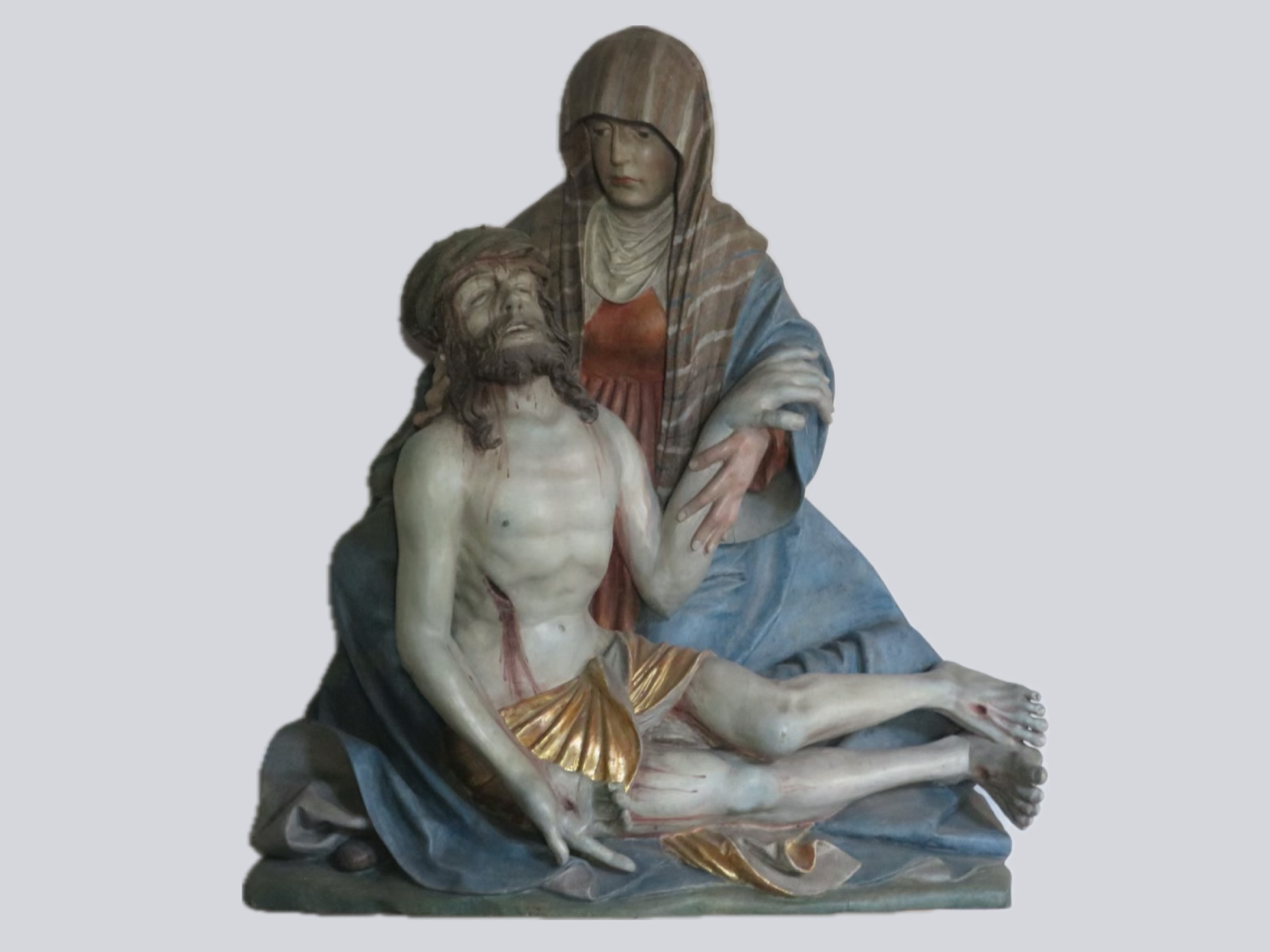
Pietà 1. Hälfte 16. Jh. (1520)
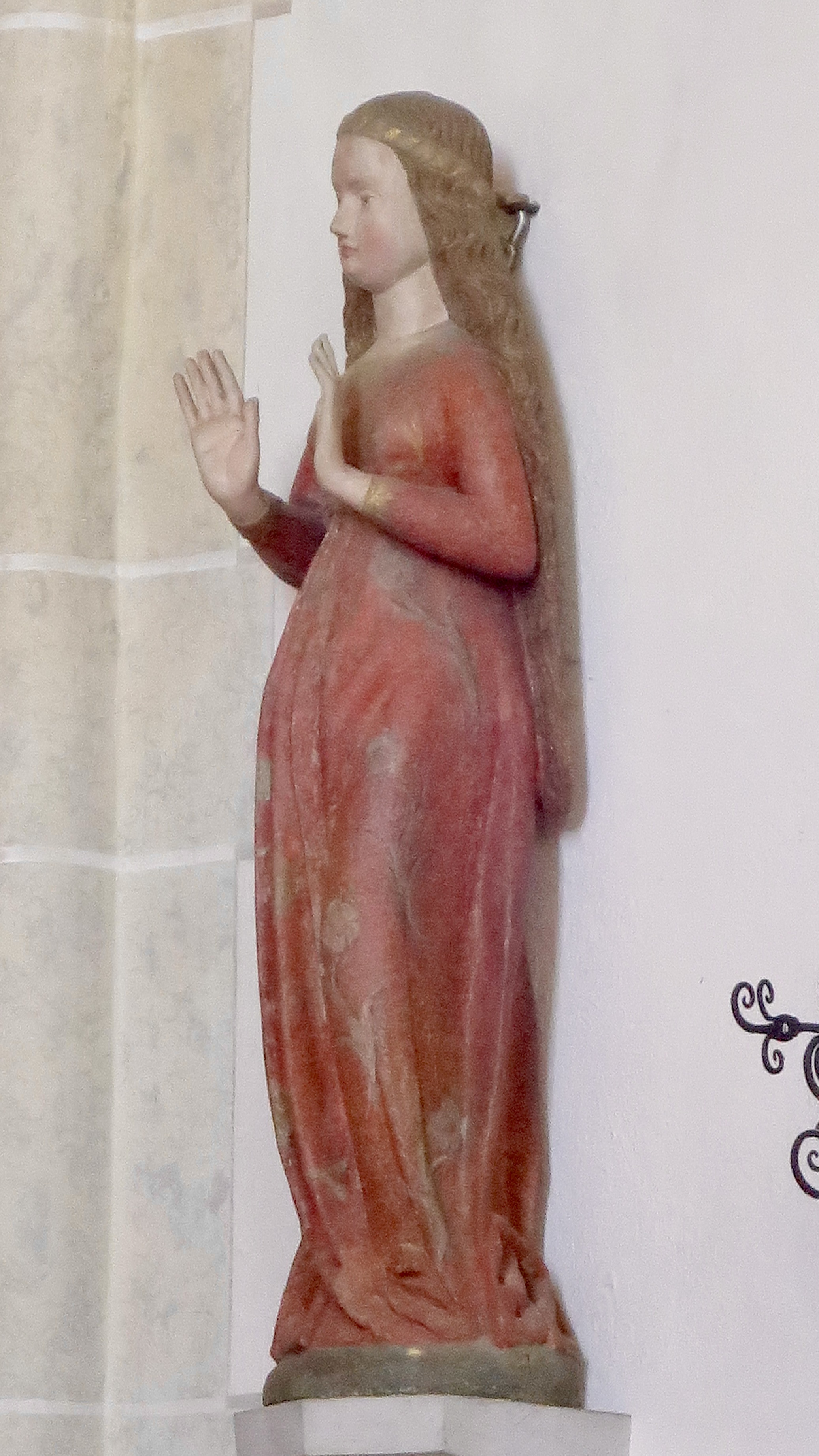
Maria im Ährenkleid

An der Nordwand im Chor: Anna selbdritt. Anna stehend, hält links die betende Maria, rechts das nackte Christuskind. Sehr gute, bemalte Holzfigur vom Anfang des 16. Jahrhunderts. Höhe 1,205 m.
An der Nordseite im Schiff der Kirche: Pietà. Maria kniend, unterstützt mit ihrem rechten Knie den aufrechten Oberkörper Christi, mit ihrer Rechten unterstützt sie dessen Haupt, mit der Linken ergreift sie seine Linke. Originell componirte, bemalte Holzgruppe der 1. Hälfte des 16. Jahrhunderts. Höhe 1 m.
An der Südwand im Chor: Maria im Ährenkleid

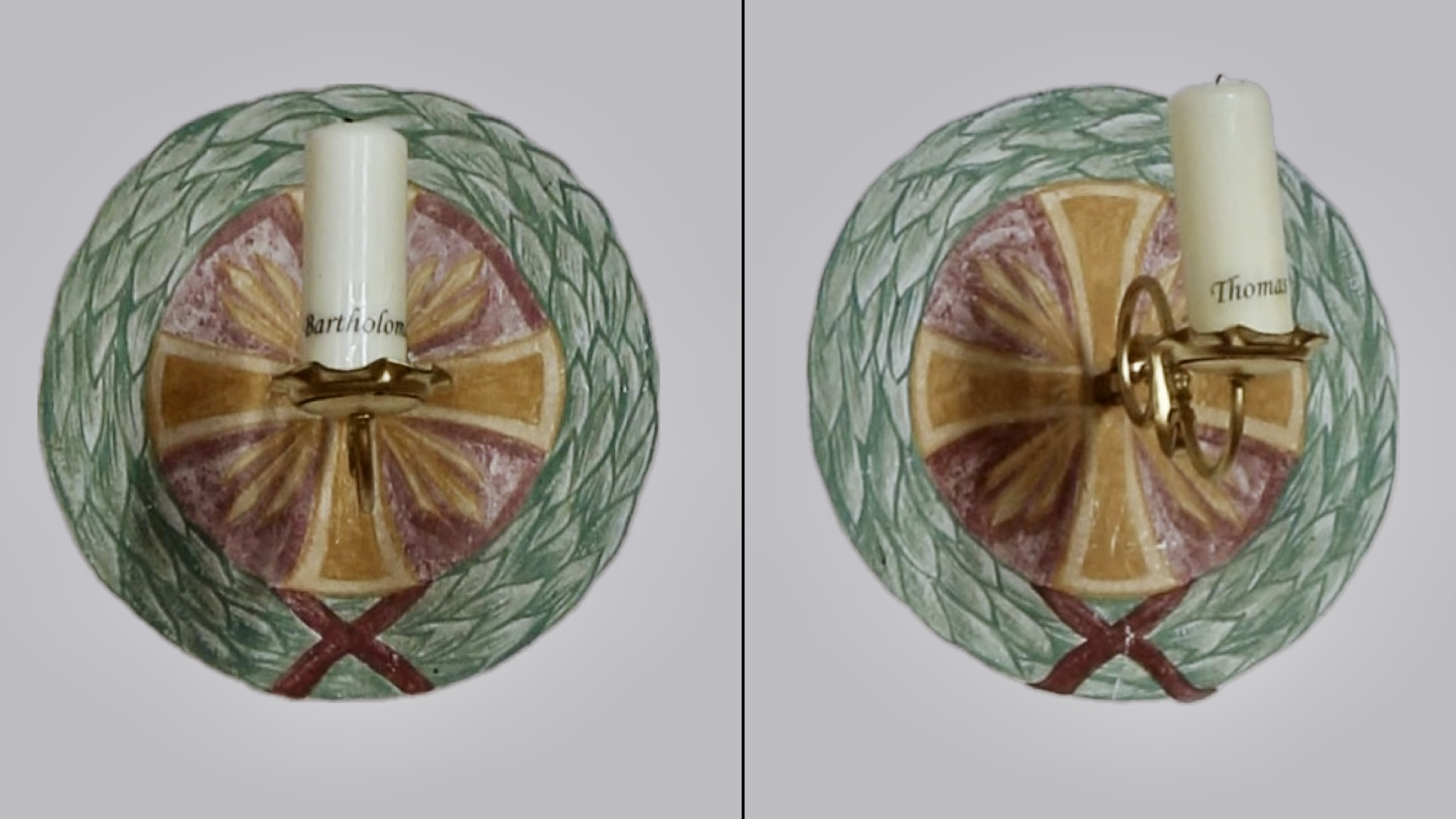
Apostelkreuze, gemalt, Lorbeerkranz mit Tatzenkreuz und Flammen, Leuchter aus Buntmetall
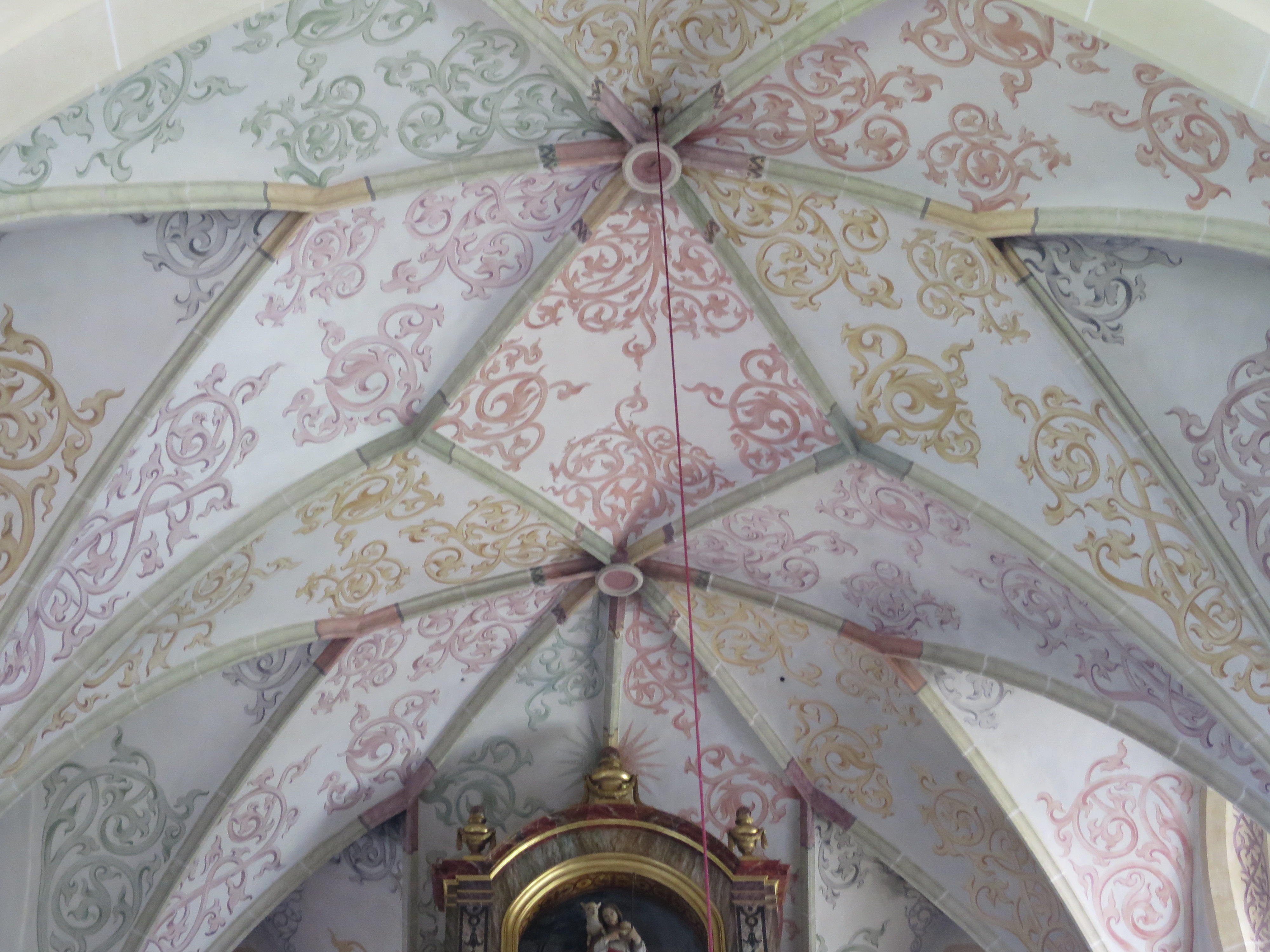
Gewölbe im Chor mit floralen Ranken

An den Wänden sind zwölf Apostelkreuze in Form eines Lorbeerkranzes aufgemalt. Der Lorbeerkranz ist mit einem Tatzenkreuz und Flammen in den Kreuzecken gefüllt. Mittig ist der Apostelleuchter aus Buntmetall befestigt.
Die Gewölbekappen sind mit floralen Ranken im gotischen Stil ausgemalt.

## Orgel
Die Orgel stammt aus dem Jahr 2001.

## Glocken
Die Kirche besitzt drei Glocken in der Disposition es' - f' - as'. Sie wurden 1950 von der Erdinger Glockengießerei (Karl Czudnochowsky) aus Euphon gegossen.
Geläut Oberwarngau ⓘ